# Сестрорецк
Сестроре́цк — город в России, внутригородское муниципальное образование в составе Курортного района города федерального значения Санкт-Петербурга. Приморский климатический бальнеогрязевый курорт со своей минеральной водой и лечебными грязями на северном берегу Финского залива Балтийского моря.
Расположен на юге Карельского перешейка. По городу протекает несколько водотоков, связывающих озеро Сестрорецкий Разлив и залив (река Сестра, Гагаринский ручей, так называемая Ржавая канава). На территории города располагаются исторические районы Горская, Александровская, Тарховка, Разлив, Курорт и Дюны.
Железнодорожная станция Сестрорецк и остановочные пункты Горская, Александровская, Тарховка, Разлив и Курорт на линии Санкт-Петербург (Финляндский вокзал) — Белоостров. Расстояние от вокзала города (станция Сестрорецк) до Финляндского вокзала Санкт-Петербурга — 34 километра.
Население города составляет 42 189 жителей, что делает его крупнейшим населённым пунктом Курортного района.

## Этимология
Первое упоминание о торговом поселении-ярмарке Сюстербэк (швед. Systerbäck) в устье реки Сестры обнаруживается в шведских хрониках 1643 года. В основу названия города положен гидроним Сестра (от фин. Siestarjoki — «черносмородиновая река»). Финская (Siestarjoki) и шведская (Systerbäck) формы названия города и сейчас совпадают с названием реки.

## Физико-географическая характеристика

### Рельеф и геологическое строение
Город на восточном берегу мелководной (глубина всего 2,5—3,5 м в 200 м от берега) Сестрорецкой бухты Финского залива Балтийского моря. Вдоль побережья располагается покрытая лесом гряда дюн и холмов, которая прерывается долинами рек и небольшими озёрами, прудами и участками обнажённой морены. Песчаный («золотой») пляж шириной до 50 м. Вблизи курорта — озеро Разлив, созданное при сооружении плотины на реке Сестре.
В палеозое 300—400 миллионов лет назад вся эта территория была покрыта морем. Осадочные отложения того времени — пески, супеси, глины с линзами ила или торфа — покрывают мощной толщей (свыше 200 метров) кристаллический фундамент, состоящий из гранитов, гнейсов и диабазов. Современный рельеф образовался в результате деятельности ледникового покрова (последнее Валдайское оледенение было 12 тысяч лет назад). После отступания ледника образовалось Литориновое море, уровень которого был на 7—9 м выше современного. 4 тысячи лет назад море отступило, и мели Финского залива превратились в острова. Долина сложена озёрно-ледниковыми и постледниковыми отложениями. Последние 2,5 тысячи лет рельеф почти не менялся.

### Климат
Климат Сестрорецка умеренный и влажный, переходный от морского к континентальному. Продолжительность дня меняется от 5 часов 51 минуты 22 декабря до 18 часов 50 минут 22 июня. Для города характерна частая смена воздушных масс, обусловленная деятельностью циклонов, которые проходят вдоль Финского залива, что приводит к большой изменчивости погоды, особенно осенью и зимой. Зима умеренно мягкая, с преобладанием умеренно морозной, преимущественно облачной погоды. Снежный покров устанавливается во второй половине ноября и держится до середины апреля. Весна поздняя и затяжная. Лето умеренно тёплое, со сменой солнечных и дождливых дней. Осень пасмурная и туманная. Осадков около 650 мм в год, преимущественно в июне—августе. Средняя годовая относительная влажность воздуха около 80 %, наибольшая в декабре (90 %). Летом преобладают западные и северо-западные ветры, зимой западные и юго-западные. Климат Сестрорецка близок климату расположенного рядом Санкт-Петербурга. Финский залив, несмотря на мелководность, оказывает некоторое влияние на температурный режим города. Летом, особенно в августе—сентябре, средняя температура воздуха здесь немного ниже, чем в Санкт-Петербурге (на 0,5—0,8°), а зимой — выше (на 0,5—0,6°). Несколько сильнее на побережье и ветры.
Годовые показатели температуры воздуха и осадков:
| Показатель                    | Янв.  | Фев.  | Март  | Апр.  | Май  | Июнь | Июль | Авг. | Сен. | Окт.  | Нояб. | Дек.  | Год   |
| ----------------------------- | ----- | ----- | ----- | ----- | ---- | ---- | ---- | ---- | ---- | ----- | ----- | ----- | ----- |
| Абсолютный максимум, °C       | 8,6   | 10,2  | 14,9  | 25,3  | 30,9 | 34,6 | 35,3 | 33,5 | 30,4 | 21,0  | 12,3  | 10,9  | 35,3  |
| Средний суточный максимум, °C | −2,3  | −1,4  | 4,1   | 9,2   | 16,1 | 20,5 | 22,2 | 20,6 | 14,6 | 8,5   | 1,8   | −0,7  | 9,4   |
| Средняя температура, °C       | −6,1  | −6    | −1,4  | 4,4   | 10,9 | 15,8 | 18,1 | 16,4 | 11,0 | 5,6   | −0,1  | −3,9  | 5,4   |
| Средний суточный минимум, °C  | −7,9  | −7,7  | −2,9  | 1,6   | 7,1  | 11,9 | 14,0 | 13,0 | 8,0  | 3,7   | −2,1  | −5,5  | 2,8   |
| Абсолютный минимум, °C        | −35,9 | −35,2 | −29,9 | −21,8 | −6,6 | 0,1  | 4,9  | 1,3  | −3,1 | −12,9 | −22,2 | −34,4 | −35,9 |
| Норма осадков, мм             | 40    | 31    | 35    | 33    | 38   | 64   | 78   | 77   | 67   | 65    | 56    | 49    | 633   |

### Почвы, растительность и животный мир
До основания города территория была покрыта хвойными лесами (сосновые и еловые) с примесью широколиственных пород и низинными болотами. Сейчас в районе города сохранились большие хвойные массивы (преобладает сосна) сменяющиеся лиственными рощами (берёза, ольха, осина, ива). Преобладают песчаные, на озёрных и аллювиальных песках — поверхностно-подзолистые в сочетании с торфянисто-подзолисто-глеевыми почвы.
В окрестностях города иногда встречаются лисица и ондатра. В городе водится большое количество птиц, пресмыкающихся и беспозвоночных.

На территории Сестрорецка, а также посёлков Белоостров и Песочный находится государственный природный заказник «Сестрорецкое болото» общей площадью 1877 гектаров. Заказник представляет собой единую гидрологическую систему, связанную с Финским заливом — это озеро Разлив, реки Сестра и Чёрная, многочисленные болота. В заказнике есть залежи целебных гиттиевых глин, древние морские террасы, представлены различные виды флоры и фауны. В заказнике запрещено любое строительство.

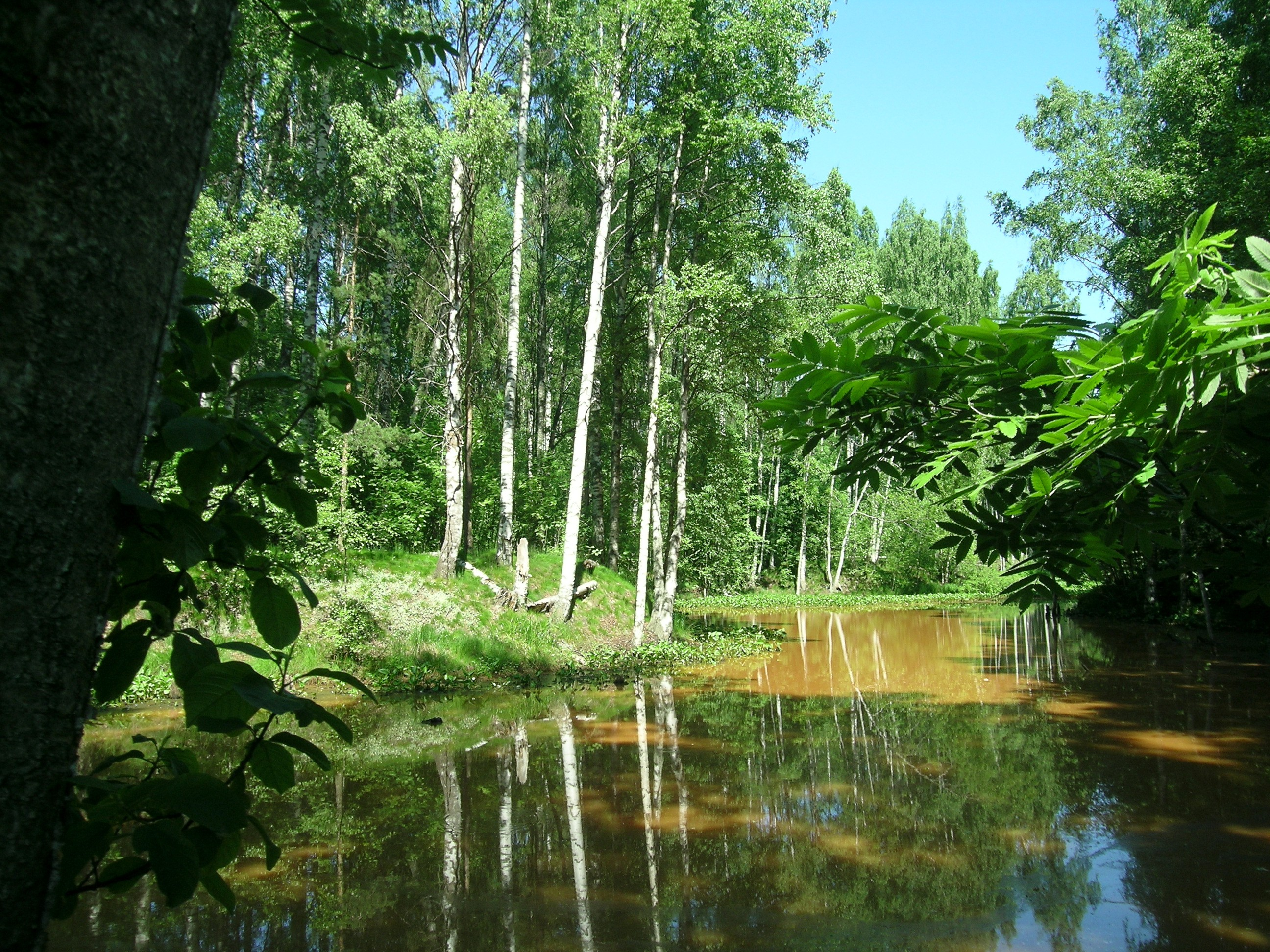
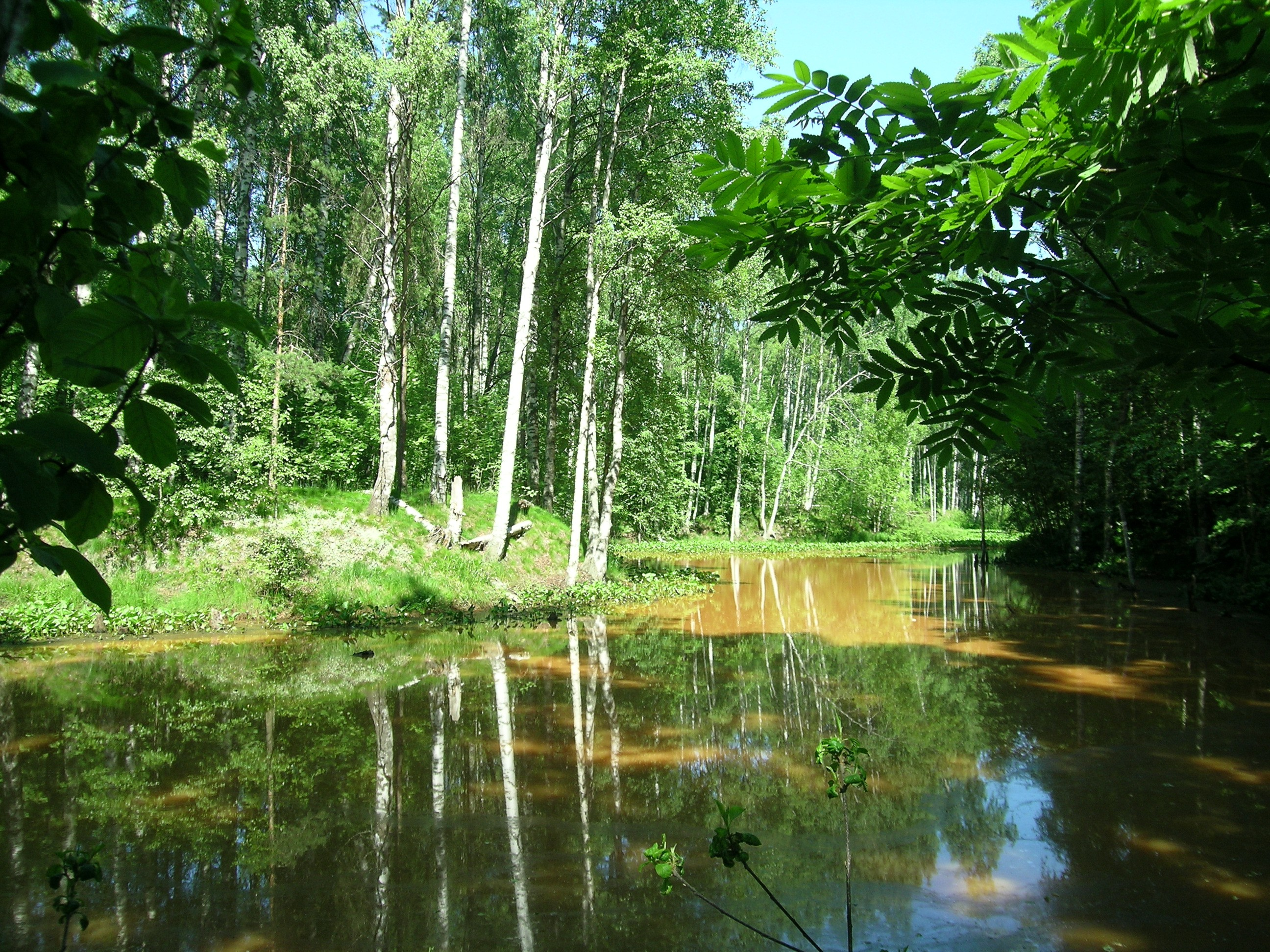
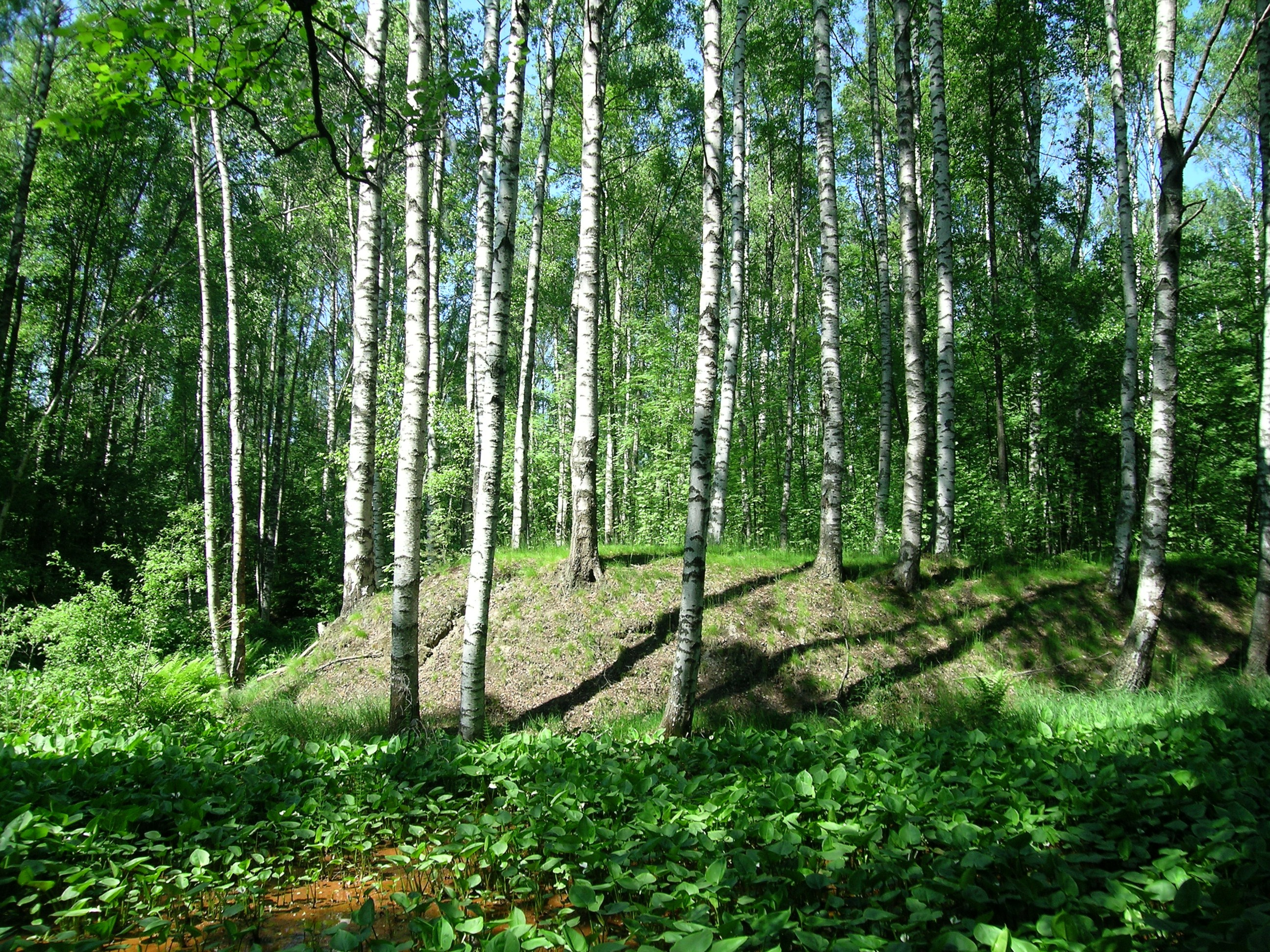
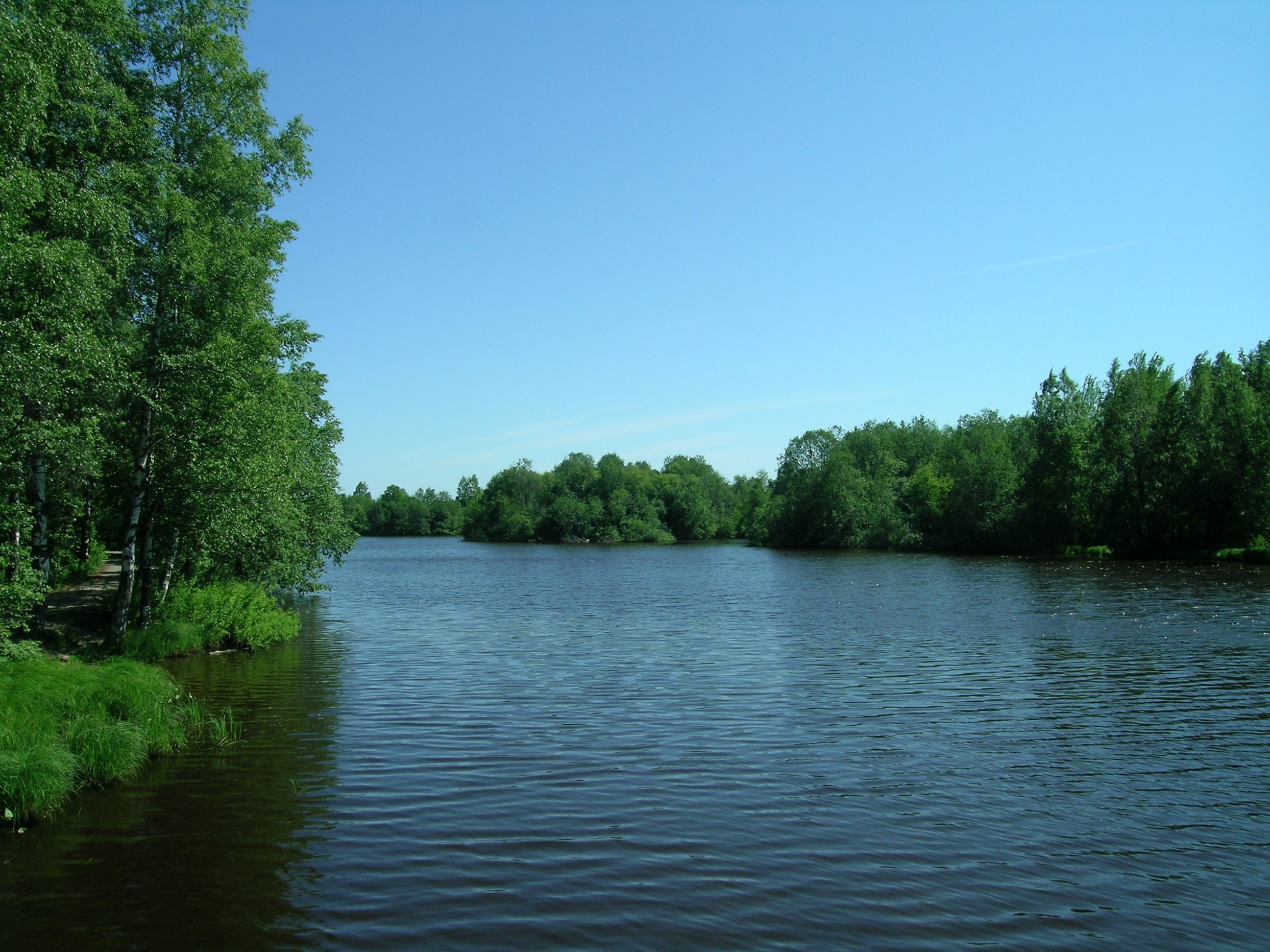
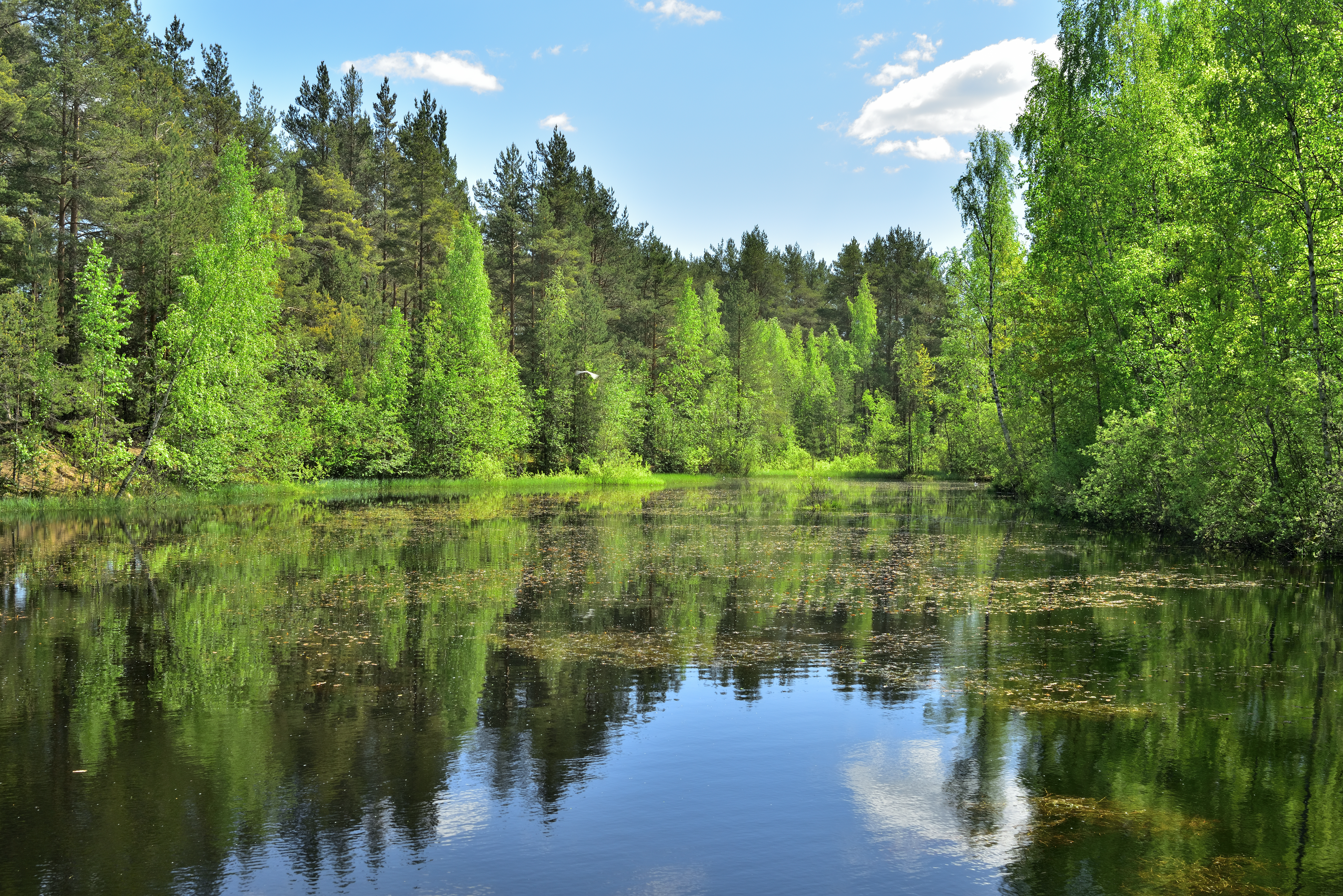
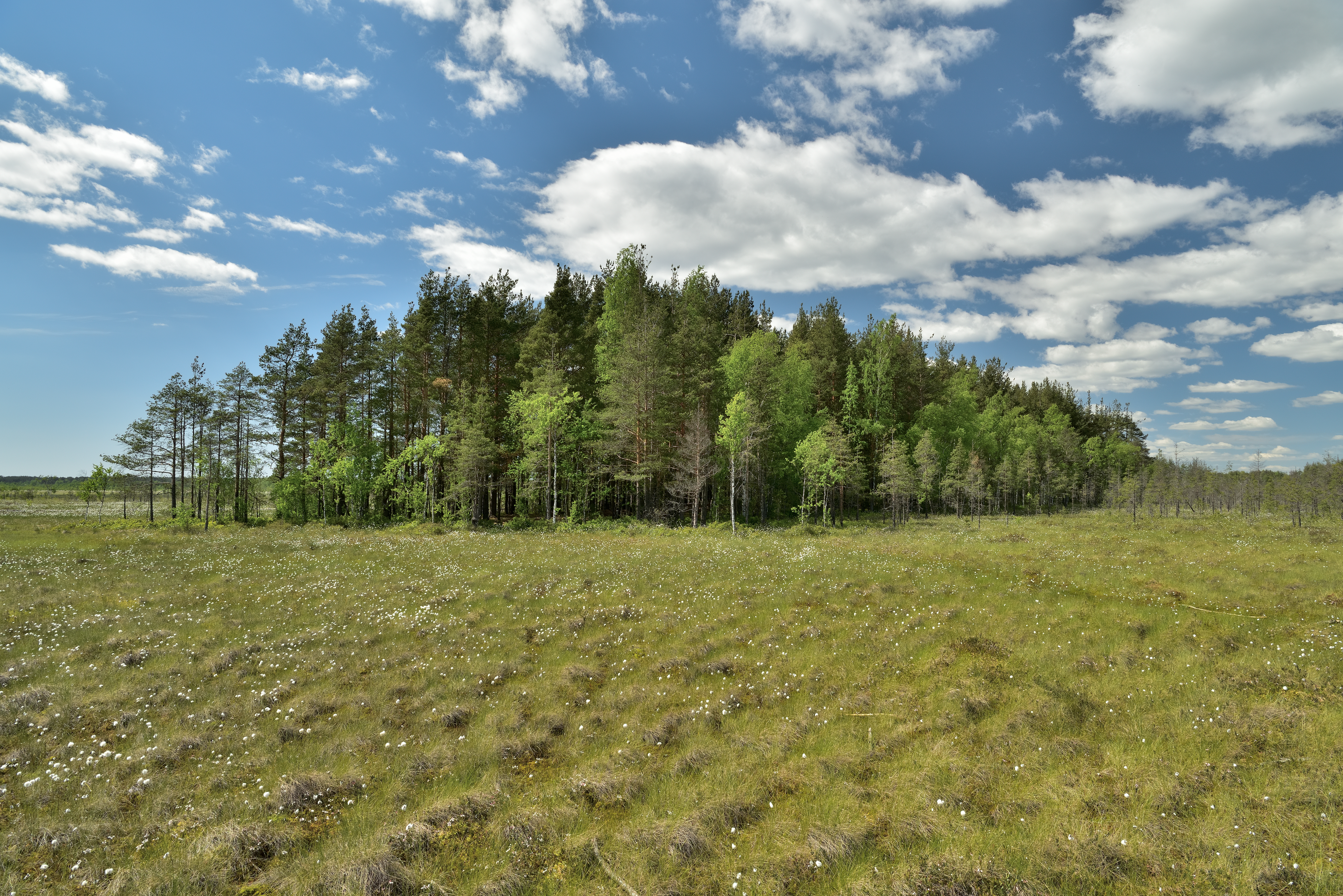
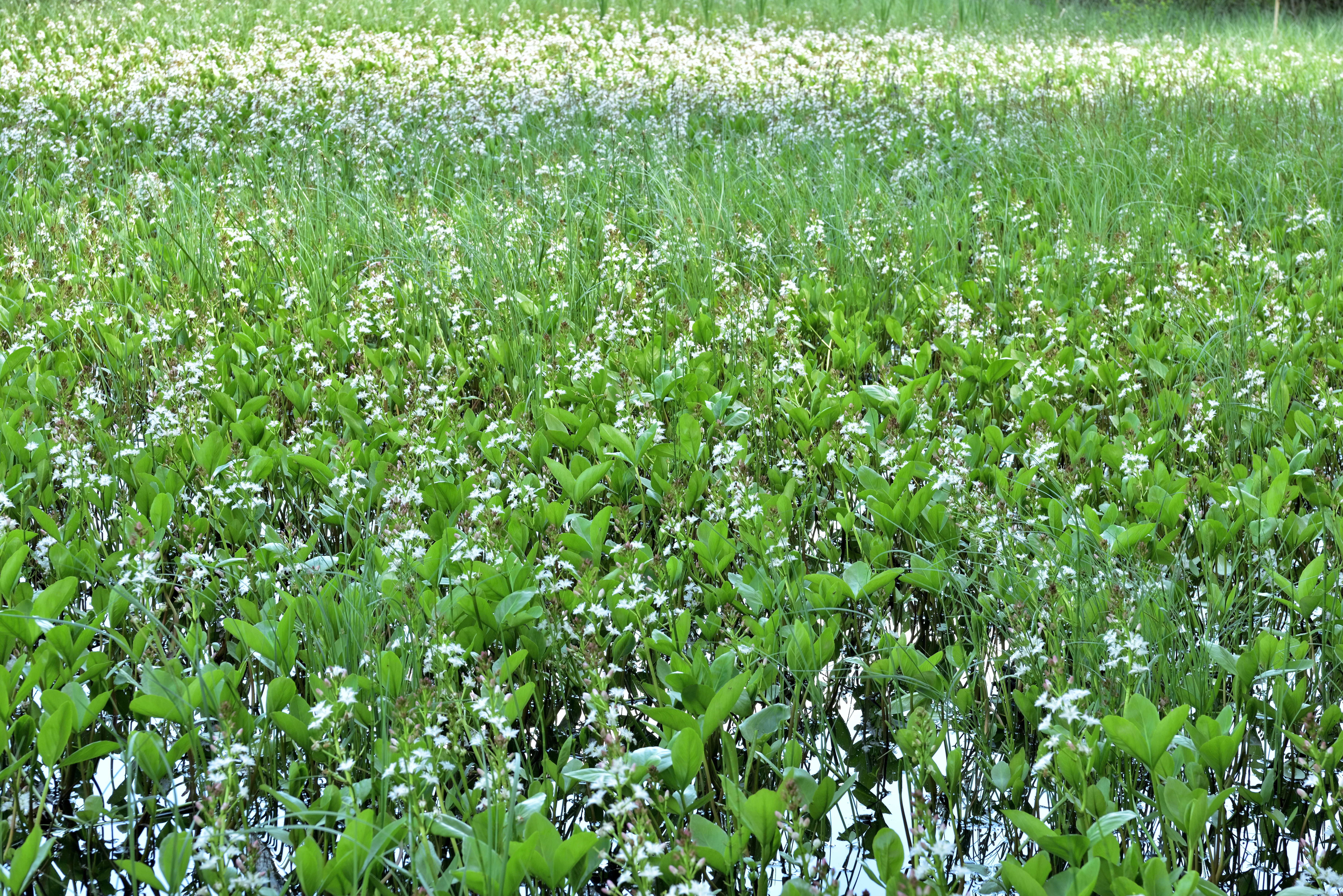
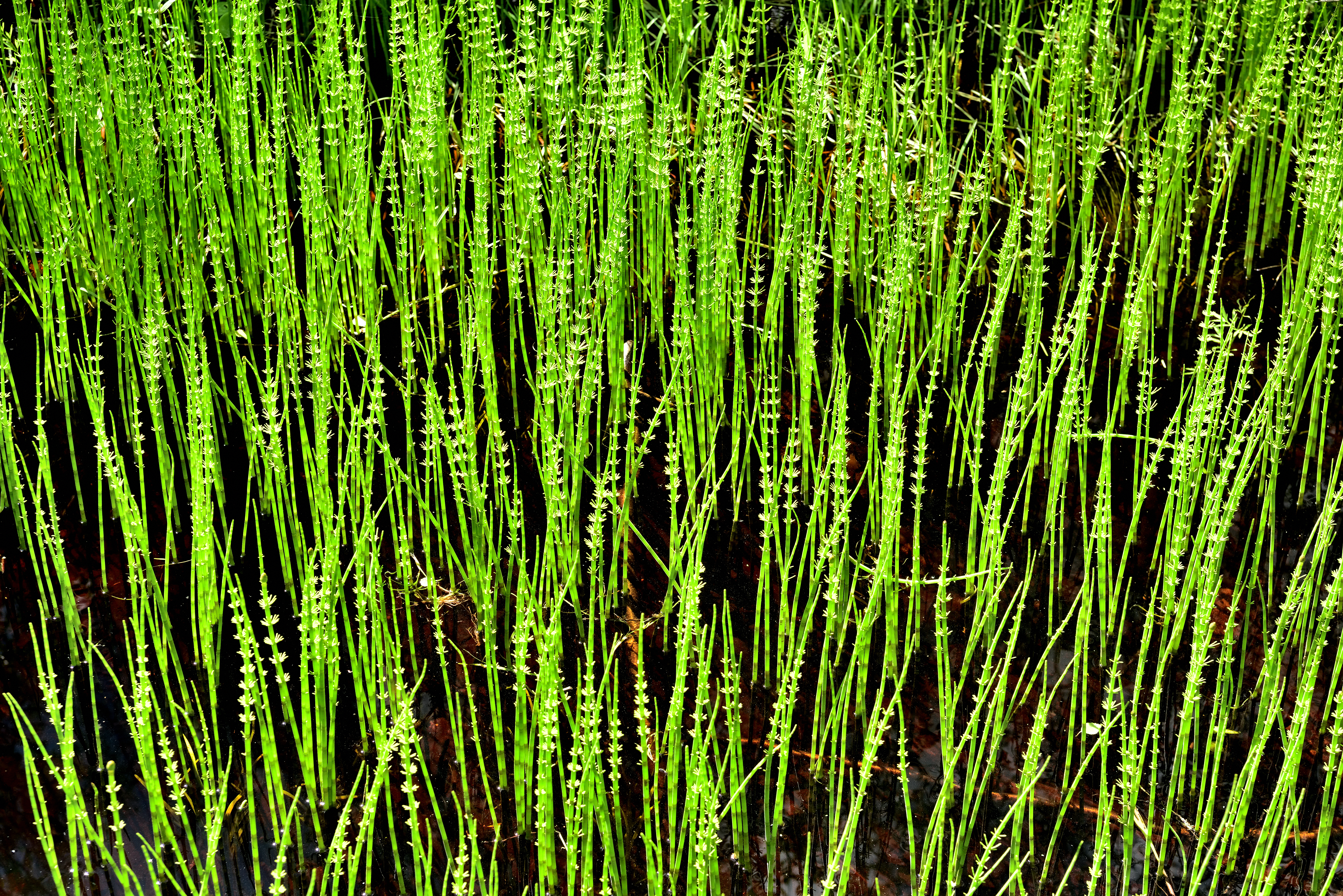

### Курортные факторы
Чистый ионизированный морской воздух, насыщенный хвойным ароматом, сосновые леса, морские купания, песчаные пляжи благоприятны для проведения климато- и талассотерапии при заболеваниях органов кровообращения, дыхания, нервной системы. Хвойные леса, песчаные холмы и дюны создают естественную преграду для ветров и обеспечивают тень, что позволяет проводить на пляжах гелио- и аэротерапию. Глубокое прогревание песка в районе дюн обусловливает возможность проведения песчаных ванн. Пологое морское дно образует песчаное мелководье на несколько десятков и даже сотен метров, удобное для купания детей. Купальный сезон — с середины июня до конца августа (средняя температура воды в июле +19,3 °C). Наряду с этим для лечения используются сапропелевые грязи — так называемый гиттий, применяемый на курорте для грязелечения. Месторождение расположено в западной части болота, прилегающего к озеру Сестрорецкий Разлив (запасы грязи свыше 1 миллиона тонн). Минеральная вода по составу хлоридная натриевая с минерализацией 1,12 г/литр и содержанием радона (7нКи/л). Суточный дебит 400 м³. Используется для бальнеотерапии (питьевое лечение, ванны).

Природа Сестрорецка
Пляж Сестрорецкого курорта
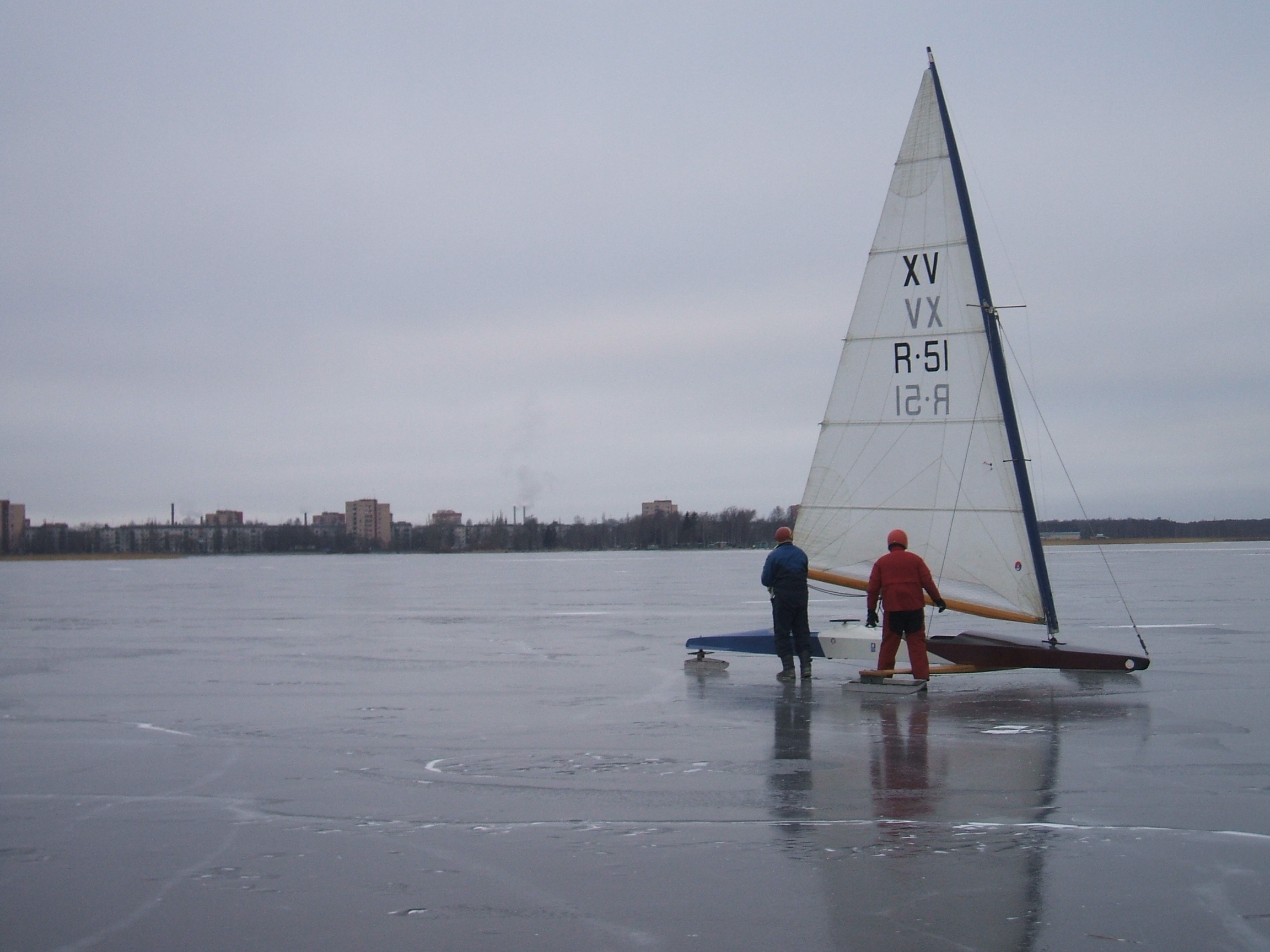
Буер зимой на озере Сестрорецкий Разлив
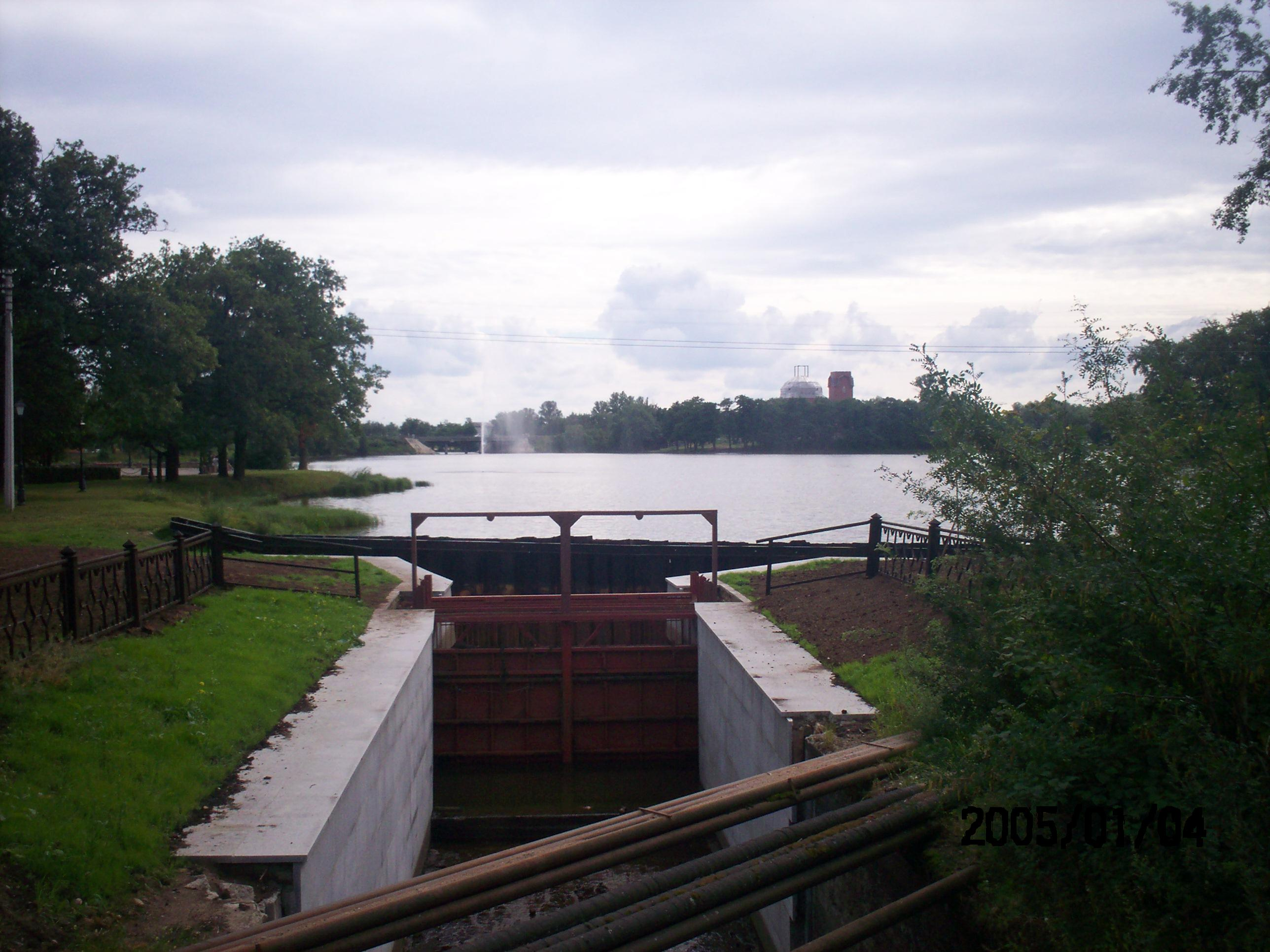
Заводская плотина после реконструкции на озере Сестрорецкий Разлив
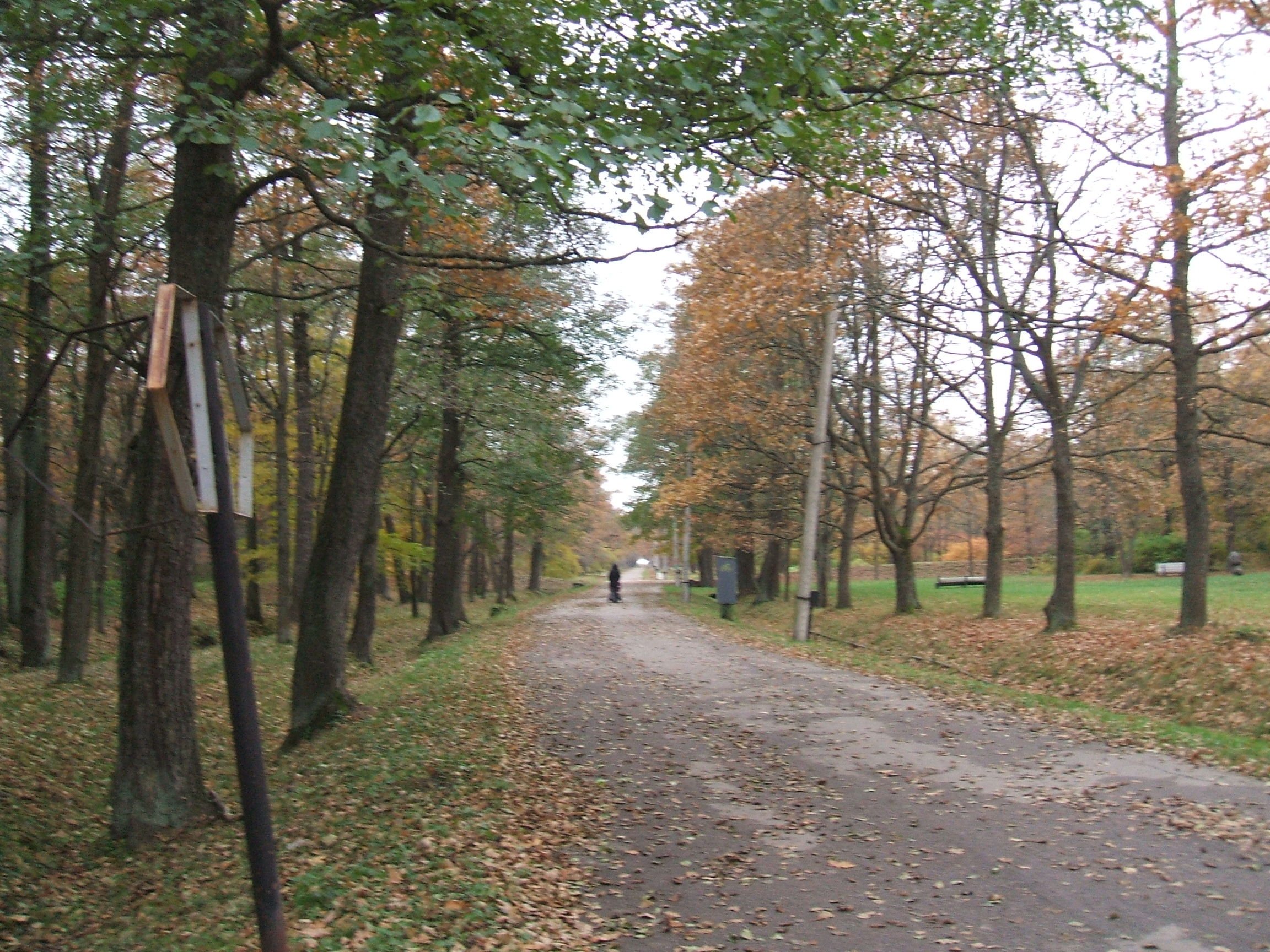
Главная аллея парка «Дубки» с видом на Финский залив
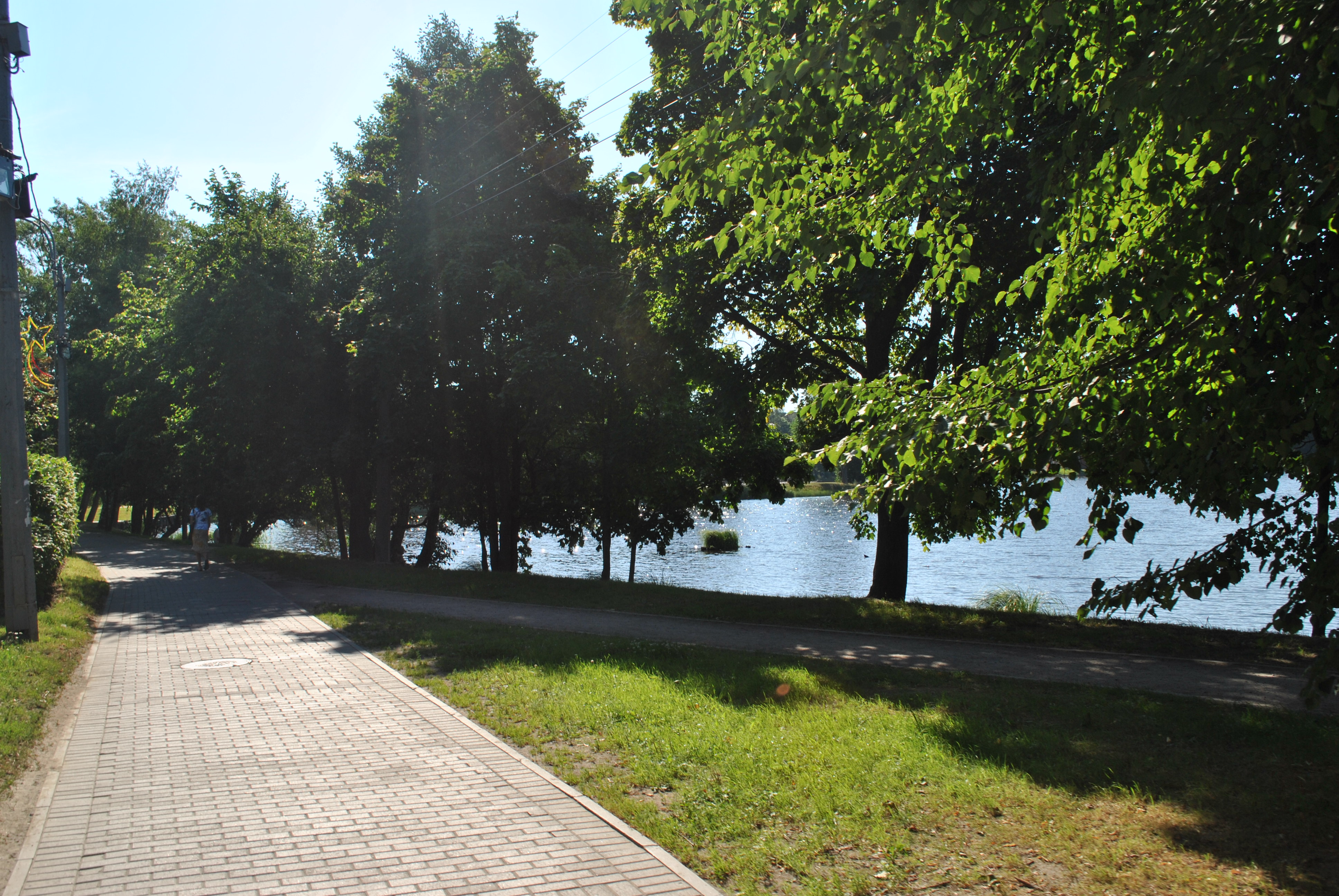
У озера Сестрорецкий Разлив
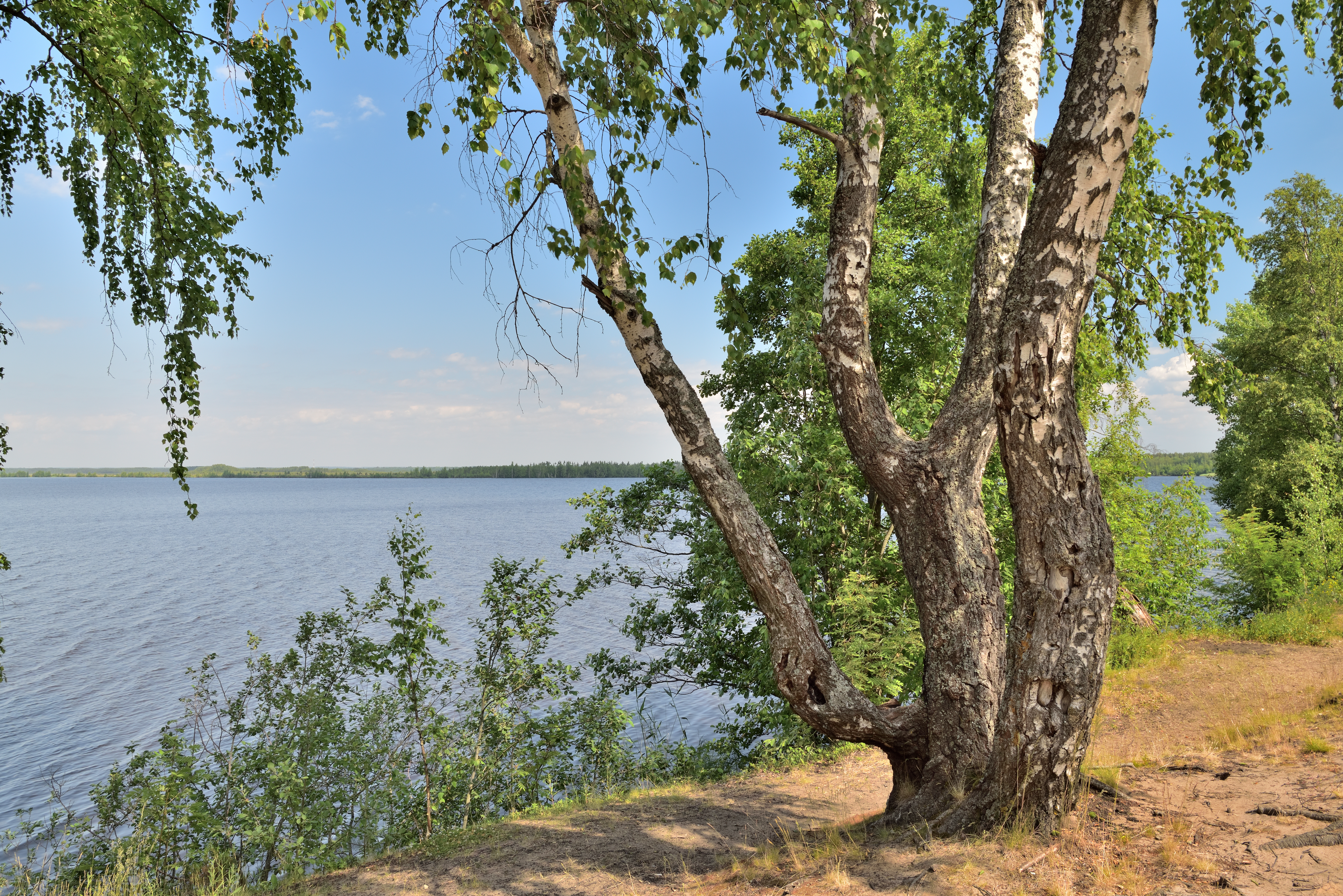
На берегу Сестрорецкого разлива в заказнике Сестрорецкое болото
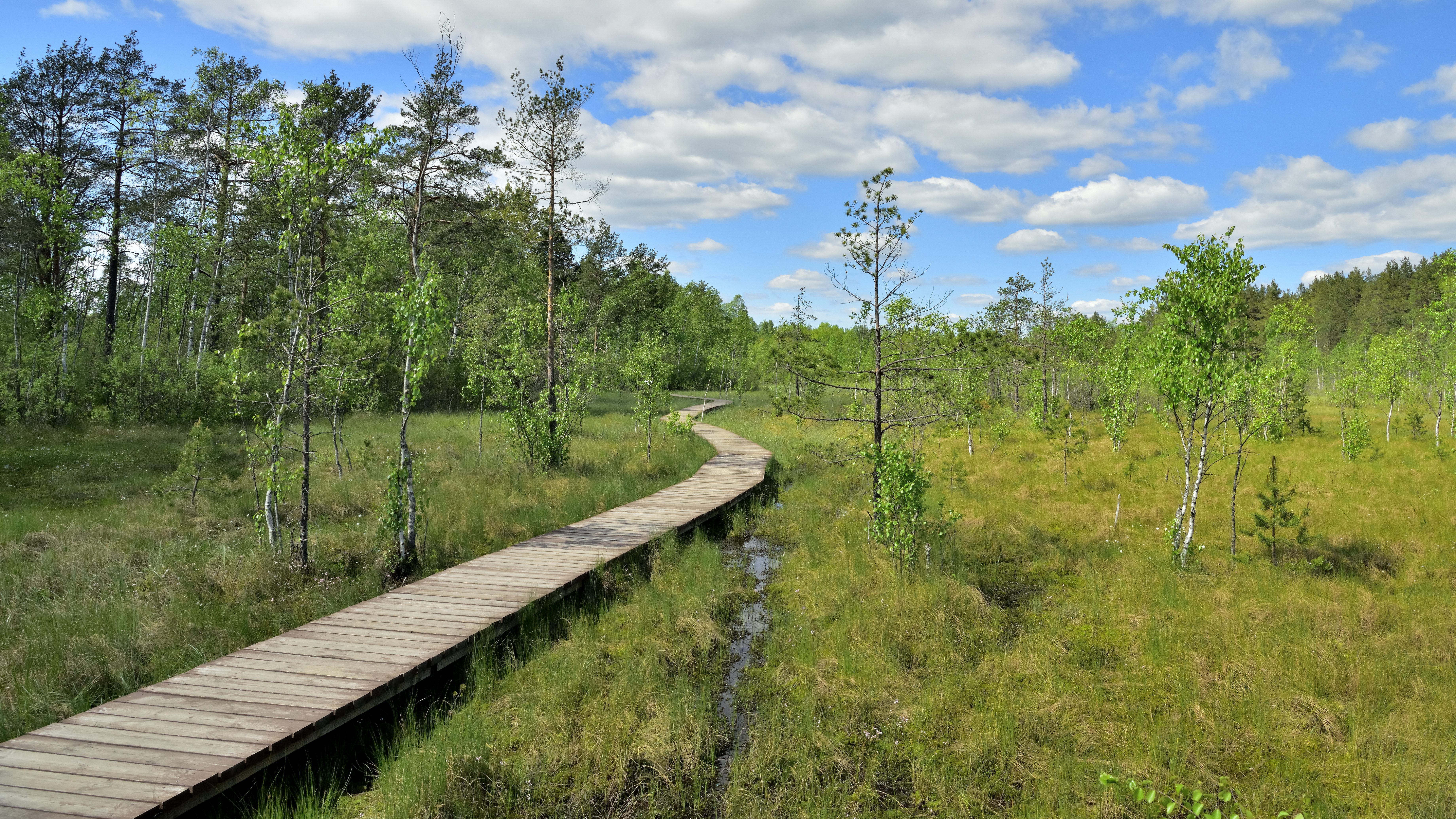
Экотропа на Сестрорецком болоте
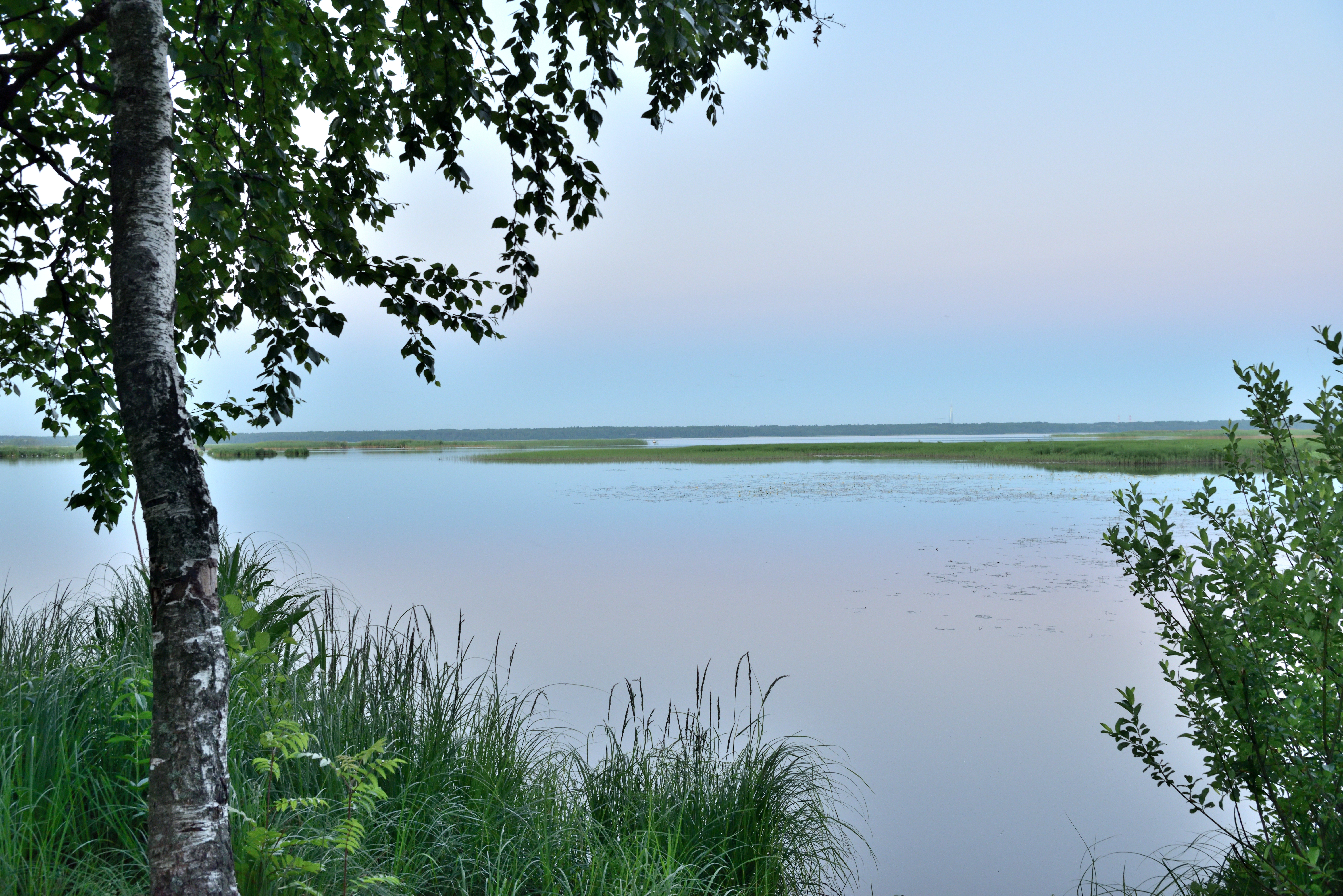
Белая ночь над Сестрорецким разливом

## Население
| 1897    | 1920    | 1926    | 1937    | 1939    | 1942    | 1945    |
| ------- | ------- | ------- | ------- | ------- | ------- | ------- |
| 9674    | ↘4692   | ↗11 026 | ↗26 178 | ↗28 212 | ↘2743   | ↘2415   |
| 1959    | 1970    | 1979    | 1989    | 2002    | 2010    | 2012    |
| ↗25 205 | ↗31 605 | ↘29 441 | ↗35 498 | ↗40 287 | ↘37 248 | ↗37 832 |
| 2013    | 2014    | 2015    | 2016    | 2017    | 2018    | 2019    |
| ↗37 966 | ↗38 812 | ↗39 394 | ↗40 090 | ↗40 570 | ↗41 160 | ↗42 189 |
| 2020    | 2021    | 2023    | 2025    |         |         |         |
| ↗43 055 | ↗45 192 | ↗45 697 | ↗46 304 |         |         |         |

## Органы власти
Представительный орган местного самоуправления — муниципальный совет — функционирует с 28 сентября 1997 года. В результате выборов 14 сентября 2014 года был избран новый состав V созыва (из 10 депутатов: 9 — от Единой России, 1 — самовыдвиженец).
- Глава муниципального образования — председатель Муниципального совета города Сестрорецка — Иванов Андрей Владимирович
- Глава местной администрации муниципального образования города Сестрорецка — Овсянникова Татьяна Семёновна.
- Депутаты муниципального совета города Сестрорецка — Анисимов Владимир Николаевич, Бабушкина Валентина Ивановна, Ваймер Александр Александрович, Гречишников Илья Александрович, Докиш Юрий Михайлович, Заборовский Николай Николаевич, Козырев Юрий Юрьевич, Матвеев Владимир Витальевич.

## История

### Территория города в каменном веке
Примерно 3000—3500 лет назад в устье реки Сестры появился доисторический человек. Об этом свидетельствуют археологические находки в основаниях дюн около западного берега озера Сестрорецкий Разлив, впервые найденные в 1905 году. Сейчас в этом районе найдено одиннадцать стоянок древнего человека времён неолита (новокаменного века). Инвентарь стоянок представлен орудиями, изготовленными из кварца — наконечники стрел, скребки для обработки шкур. Встречается множество черепков от древней посуды, украшенных ямочно-гребёнчатым орнаментом, характерным для неолитных племён, живших в III—II тысячелетиях до нашей эры по всей лесной полосе Восточной Европы. Рядом с битой посудой находят остатки очагов (обожжённые камни и золу). Учёные считают, что эти стоянки принадлежали бродячим общинам охотников. Они не знали земледелия и не имели домашних животных.

### Русско-шведские войны
Побережье Финского залива не раз становилось объектом военных конфликтов русских со шведами. Первым документом, установившим границу в этом регионе, стал Ореховский мир 1323 года, заключённый новгородским князем Юрием Данииловичем и норвежско-шведским королём Магнусом. По нему граница Новгородской республики со Шведским королевством была установлена по реке Сестре. Вопреки тексту документа этот мир не стал «вечным», и позже в результате русско-шведской войны 1614—1617 годов был заключён Столбовский мир, по которому Россия полностью лишилась выхода к Балтийскому морю.
Первое упоминание о торговом поселении-ярмарке Сюстербэк (Systerbäck) в устье реки Сестры обнаруживается в шведских хрониках 1643 года.
В результате Северной войны Петру I удалось отвоевать эти земли, включая и устье реки Сестры. Здесь в мае 1703 года русские войска разгромили двенадцатитысячную армию шведского генерала Крониорта.

### Возникновение города
Чтобы закрепиться на этих землях, в 1706 году недалеко от устья реки Сестры была сооружена гавань. В 1710 году в эти места была отправлена экспедиция с целью изыскать железные руды и составить карту местности.
Новая история начинается с посещения Петром I 20 сентября (1 октября) 1714 года реки Сестры. Император приказал возвести на берегу Финского залива летний дворец, а рядом разбить сад. Дворец был построен в 1719—1724 годах из кирпича местного производства (впоследствии, в 1781 году он был разобран). Около этого дворца посадили примерно 2000 молодых дубков. Через несколько лет решили построить плотину на реке Сестре. Плотина стала использоваться по другому назначению, так как долгая Северная война вызывала потребность в усилении производства оружия. В июне 1721 года началось сооружение оружейного завода под руководством командира Олонецких заводов полковника Вильгельма Геннина. В 1723 году он был отправлен на сибирские заводы, а работу на Сестрорецком оружейном заводе завершал полковник Матвей Вырубов. После постройки плотины на реке Сестре образовалось обширное водохранилище — Сестрорецкий Разлив. 27 января (7 февраля) 1724 года завод был открыт. Завод обеспечивал армию пистолетами, мушкетами и пушками, а также выпускал гражданские вещи (петли, ручки для дверей, медные пуговицы, необходимые для мундира), решётки для реки Фонтанки, Екатерининского канала. При заводе также действовали 15 пороховых мастерских (в 1740 году их оборудование было передано Охтинским пороховым заводам). Сестрорецкие мастера сделали известную «Папинову машину» на основе чертежей М. В. Ломоносова, а также серебряную раку, предназначенную для мощей Александра Невского.

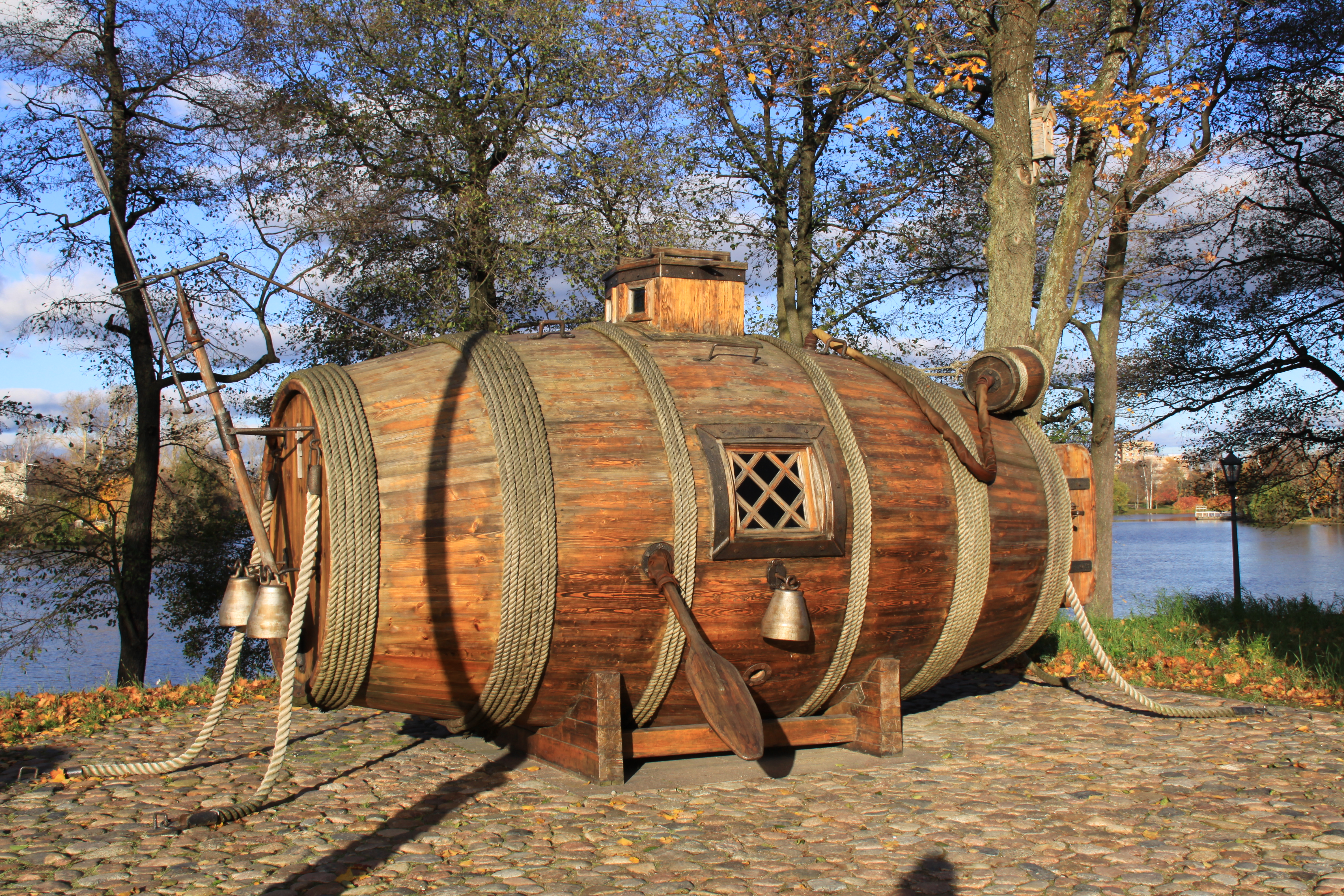
Испытание потаённого судна (прототип первой подводной лодки) происходило в 1721 году в присутствии Петра I. Испытания проводились на реке Неве у Галерного двора. В городе Сестрорецке в память об этом событии установлен памятник

В 1721 году, одновременно с постройкой оружейного завода, на его территории была возведена деревянная Петропавловская церковь, после пожара 1730 года она была отстроена на другом месте.
В 1735 году на Дибуне-болоте, около мызы «Осиновая роща» был построен Чёрнореченский чугунолитейный завод, выплавлявший металл из местной руды. Первую плавку он дал осенью того же года и продолжал снабжать сырьём Сестрорецкий оружейный завод на протяжении более чем пятидесяти лет.
Во время Русско-шведской войны 1741—1743 годов в Сестрорецке сооружены укрепления. Земляные укрепления были подновлены во время Крымской войны 1853—1856 годов, в июне 1855 года город выдержал бомбардировку со стороны англо-французского флота.
В 1809 году было образовано Великое княжество Финляндское в составе Российской империи, а в 1811 году в него была включена Выборгская губерния вместе с Сестрорецком, после чего граница Финляндии с Санкт-Петербургской губернией прошла по реке Сестре.
В 1847 году от Дубковской пристани на побережье Финского залива до Оружейного завода была проложена линия конножелезной дороги. С июня 1849 по сентябрь 1852 года Иван Овсов и Дмитрий Зубов по соглашению с департаментом военных поселений выстроили шоссе от Дубковской пристани до парадного подъезда завода длиной 1410 погонных саженей (около 3 км). 21 сентября (3 октября) 1853 года в результате сильного урагана волнами Финского залива дорога была разрушена.
Именным указом императора Александра II от 1 (13) февраля 1864 года завод с прилегающей территорией выделен из состава Выборгской губернии и присоединён к Петербургской губернии. Было обещано, что взамен Финляндии будет передана «или прибрежная полоса у Ледовитого моря к западу от р. Якобс-Эльф [средств Ворьема и далее Печенга], <…> или же, по надлежащей развёрстке и оценке, свободные угодья С.-Петербургской губернии, расположенные вдоль границы». Однако этого не произошло, границы Финляндии остались неизменными вплоть до революции.
15 (27) июля 1868 года возник крупный пожар, который уничтожил около 800 домов и кладбище. В селении уцелело не более 50 домов.
12 (24) июля 1871 года в центре города (ныне — площадь Свободы) была заложена новая каменная Петропавловская церковь, построенная по проекту архитектора Г. И. Карпова. Её торжественное освящение совершил 9 (21) июня 1874 года митрополит Новгородский, Санкт-Петербургский и Финляндский Исидор (Никольский).
2 (14) ноября 1871 года открылось движение по железнодорожной ветке Белоостров — Сестрорецк длиной в 6 вёрст. Но из-за убыточности с 1 (13) января 1886 года движение по ней было полностью прекращено. В конце 1880-х годов рассматривался вопрос о строительстве конно-железной дороги из Старой Деревни вдоль уже существующей грунтовой, но в конце концов было принято решение строить дорогу на паровой тяге.
23 июля (4 августа) 1893 года был открыт первый участок новой Приморской железной дороги от Новой Деревни до Озерков, 12 (24) июля 1894 года дорога была продлена до Лахты, 31 октября (12 ноября) того же года — до Раздельной (ныне — станция Лисий Нос), а 26 ноября (8 декабря) — и до Сестрорецка.

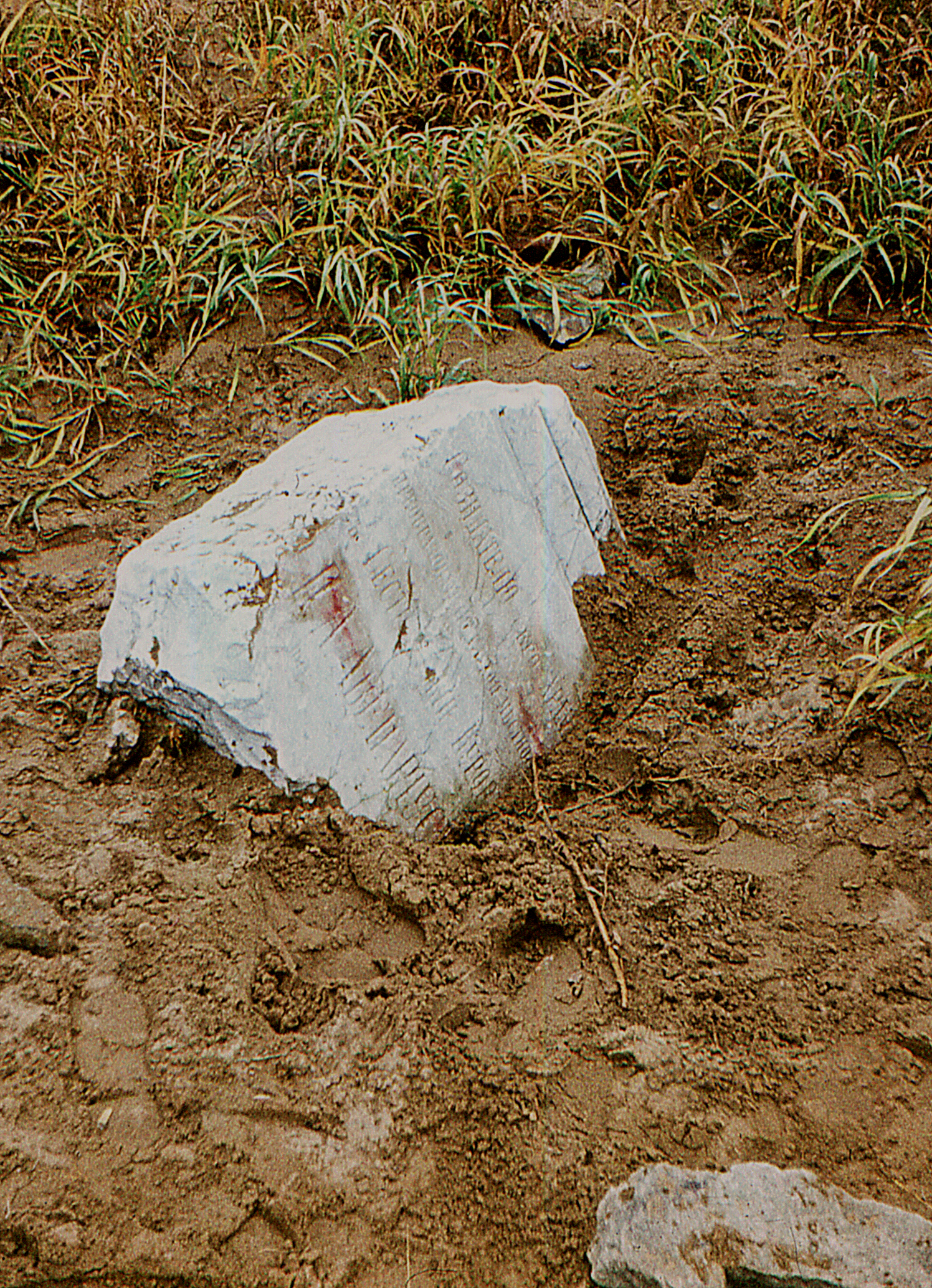
Бывшая могила строителя железной дороги и основателя курорта П. А. Авенариуса

В 1889 году председателем только что созданного «Акционерного общества Приморской Петербургско-Сестрорецкой железной дороги» стал инженер Пётр Александрович Авенариус. В посёлке Тарховка Авенариус строит для лучшего управления акционерным обществом и строительством усадьбу. В 1894 году дорога вошла в эксплуатацию.
Цены за проезд и провоз багажа, а также необходимость обслуживания пристани в Лисьем Носу сделали работу общества убыточной. С целью экономического развития П. А. Авенариус попросил правительство выделить участок земли на берегу Финского залива в устье реки Сестра для строительства Курорта, что соответствовало уставу общества.

## Санаторий «Сестрорецкий Курорт»
9 июня 1898 года Кабинет министров разрешил строительство Курорта, выделив 54 десятины в бесплатную аренду сроком на 60 лет и обязательством построить железную дорогу Сестрорецк-Курорт.
10 июня 1900 года состоялось открытие санатория «Сестрорецкий Курорт». Вокруг санатория шло интенсивное освоение земель под дачную и санаторную застройку. На берегу Ржавой канавы появился посёлок Дюны. Железная дорога была продлена от станции Курорт до платформы Дюны (станция Школьная, станция Дюны). В конце железной дороги при содействии П. А. Авенариуса была построена Дюнская церковь Христа Спасителя. Возле этой церкви 4 декабря 1909 года был похоронен Пётр Александрович.
Впоследствии во время войны храм оказался на передней линии фронта и потому был разрушен вместе с могилами. В 1970-е годы ещё можно было некоторое время видеть остатки фундамента церкви и разбитый постамент для могильного креста, на котором можно было прочитать надпись: «Созидателю сего храма, преобразователю глухой местности в Сестрорецкий Курорт П. А. Авенариусу». Осколки памятника П. А. Авенариусу некоторое время хранились в краеведческом музее школы № 434 в посёлке Разлив и впоследствии переданы в санаторий «Сестрорецкий курорт».

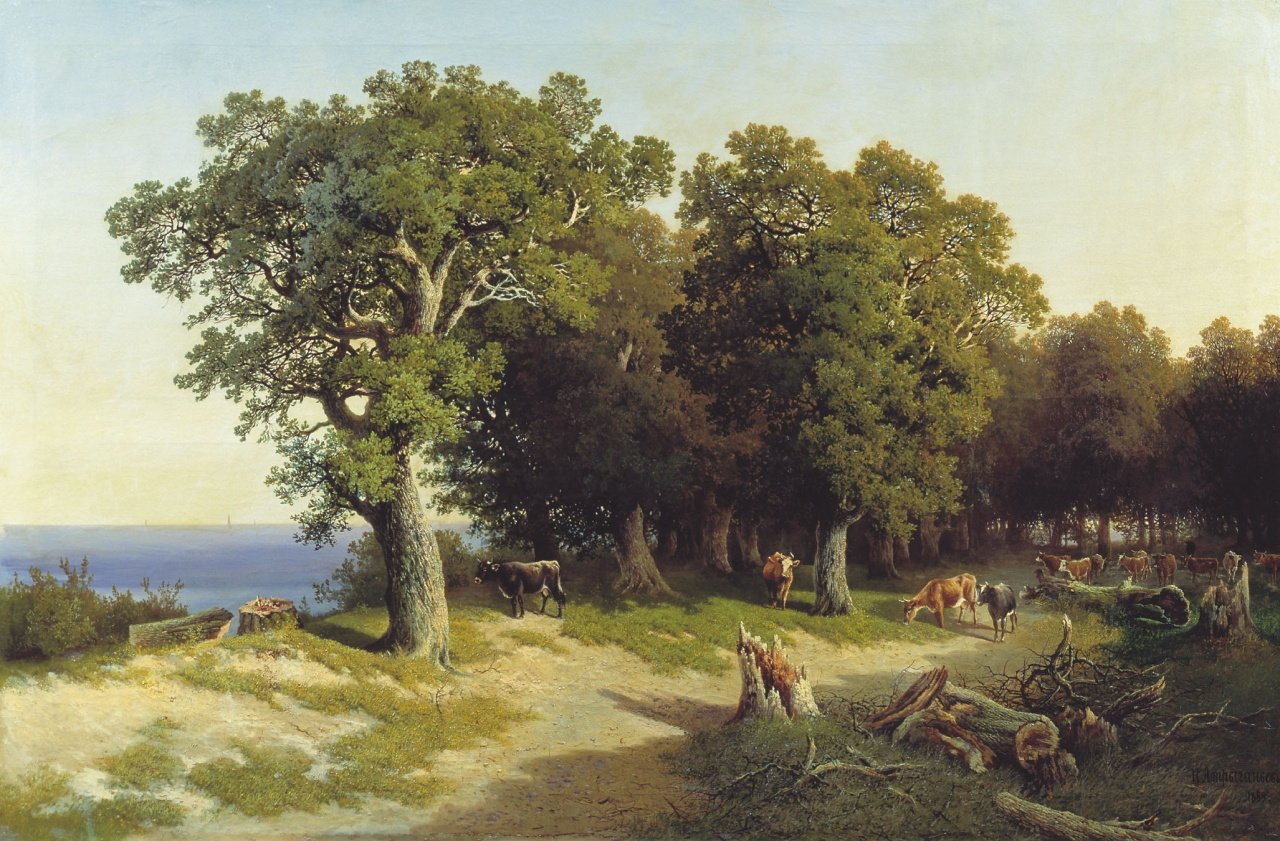
Николай Атрыганьев. Дубовая роща в Сестрорецке. 1889

После постройки Приморской железной дороги Сестрорецк стал крупнейшим центром отдыха на всём побережье Финского залива. В 1898 году акционерное общество Приморской железной дороги основало в лесопарке на берегу залива один из первых на северо-западе России санаториев «Сестрорецкий курорт». В 1903 году курорт получил высшую награду на международной выставке в Спа в Бельгии.
Электрификация Сестрорецка началась 2 октября 1896 года, когда была пущена электростанция фирмы «П. Феттер и Е. Генкель», дававшая электричество для освещения заводских помещений (проработала до середины 1897 года). Вторая электростанция была выстроена в 1899 году, вырабатываемая ей энергия также шла на освещение мастерских завода, но c 1901 года, когда были добавлены новые динамо-машины, электричество уже шло не только на завод, но и на другие объекты. К 1903 году в Сестрорецке уже было установлено 1954 лампы накаливания (в том числе 298 — в частных квартирах) и 131 фонарь, работавший по принципу вольтовой дуги; электрическое освещение применялось на заводе, Цемянной улице, Дубковском шоссе, во дворах заводских домов, лазарете, казармах воинской артиллерийской команды и некоторых частных квартирах. В 1908 году на болоте у завода была построена частная электростанция купца Олафа, а в апреле 1913 года в Сестрорецк электроэнергия стала поступать по линии от подстанции в Старой Деревне, принадлежащей Русскому обществу электрического освещения.
С 1894 по 1902 год мастер-оружейник С. И. Мосин, автор знаменитой трёхлинейной винтовки образца 1891 года, являлся руководителем Сестрорецкого завода. В годы Первой мировой войны завод функционировал на полную мощь.
В июле—августе 1917 года на озере Сестрорецкий Разлив В. И. Ленин и Г. Е. Зиновьев скрывались в шалаше от преследований Временного правительства.

Старый Сестрорецк. Фото 1900-х годов
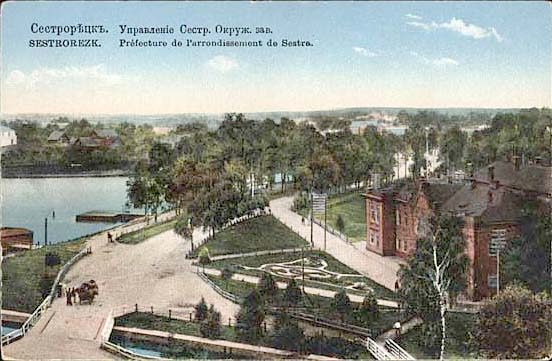
Заводоуправление Сестрорецкого оружейного завода
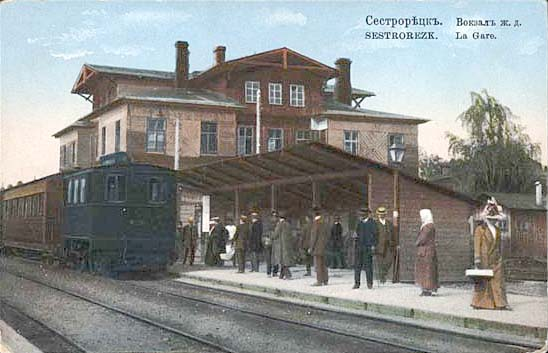
Железнодорожный вокзал Сестрорецка
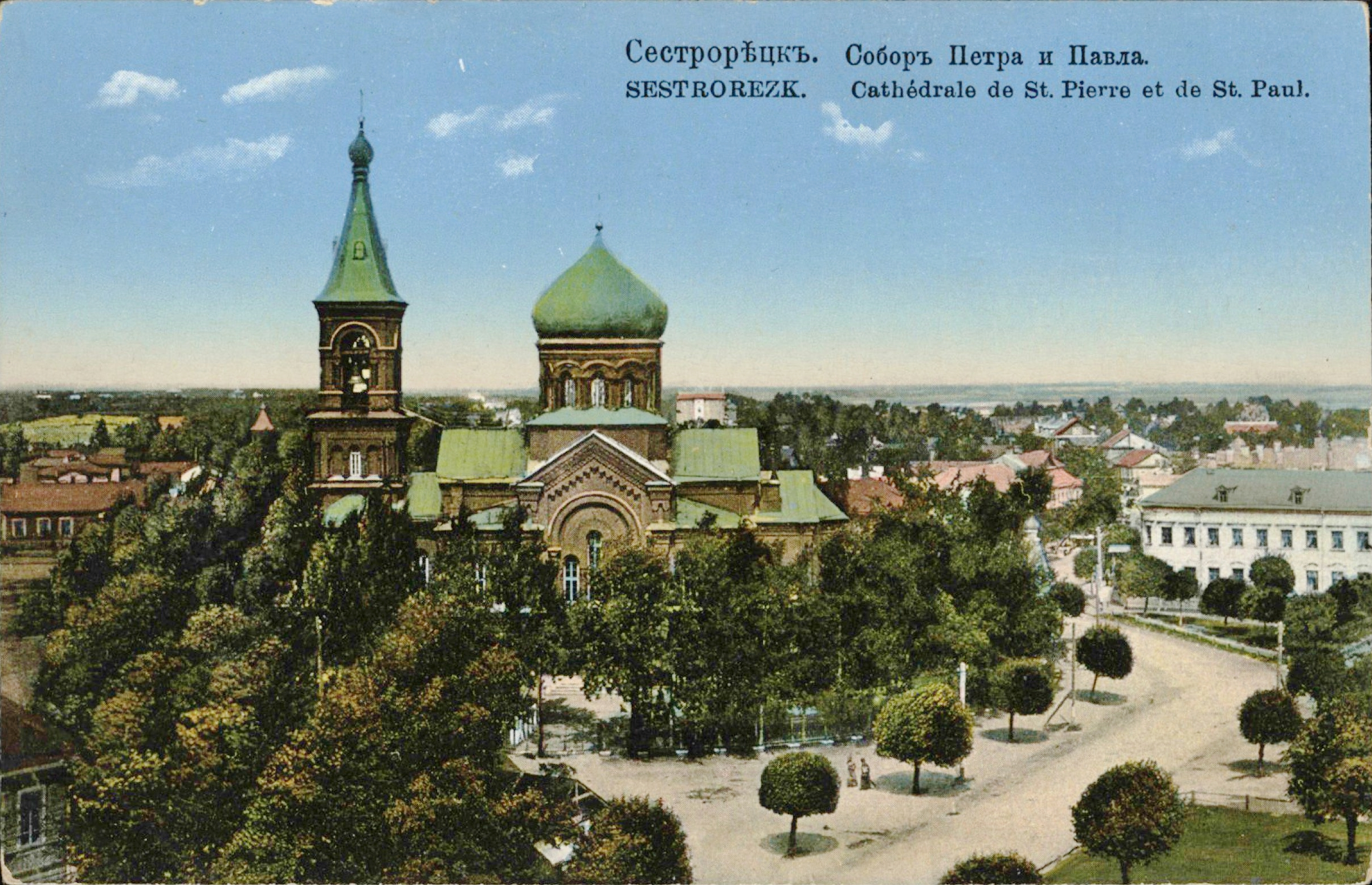
Церковь Петра и Павла при Сестрорецком оружейном заводе (не сохранилась)
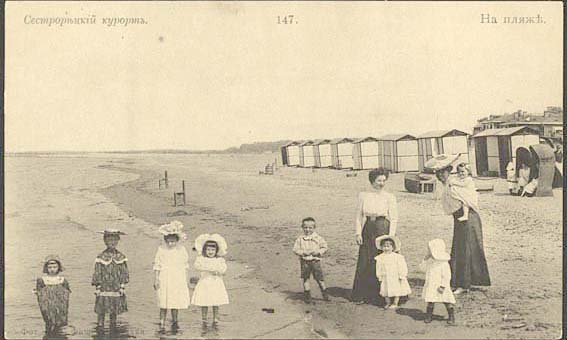
На пляже Сестрорецкого курорта

### Советский период
В 1918—1940 годах в 2 км к северу от города проходила государственная граница с Финляндией.
Начиная с 1922 года, Сестрорецкий завод превратился в инструментальный завод.
В 1923 году по приказу наркомздрава Н. А. Семашко «Сестрорецкий курорт» по профилю оздоровления был определён как кардиологический. В 1924 году здесь частично восстановили отделение физиотерапии и расширили лабораторию, в лечении широко применялась лечебная физическая культура, работали стоматологический и рентгеновский кабинеты, перевязочная, аптека, поликлиника. Только за три месяца 1924 года санаторий принял 1435 пациентов. В 1937 году санаторий передали в военное ведомство.
Постановлением Президиума ВЦИК от 16 июня 1925 года посёлки Дюны, Ермоловская, Курорт, Разлив, Тарховка и Александровская были присоединены к Сестрорецку, а сам он получил статус города.
15 июля 1928 года по проекту архитектора А. И. Гегелло открыт гранитный памятник «Шалаш».
В 1931 году был закрыт Петропавловский собор и в 1932—1933 годах разобран. На его месте построили здание школы.

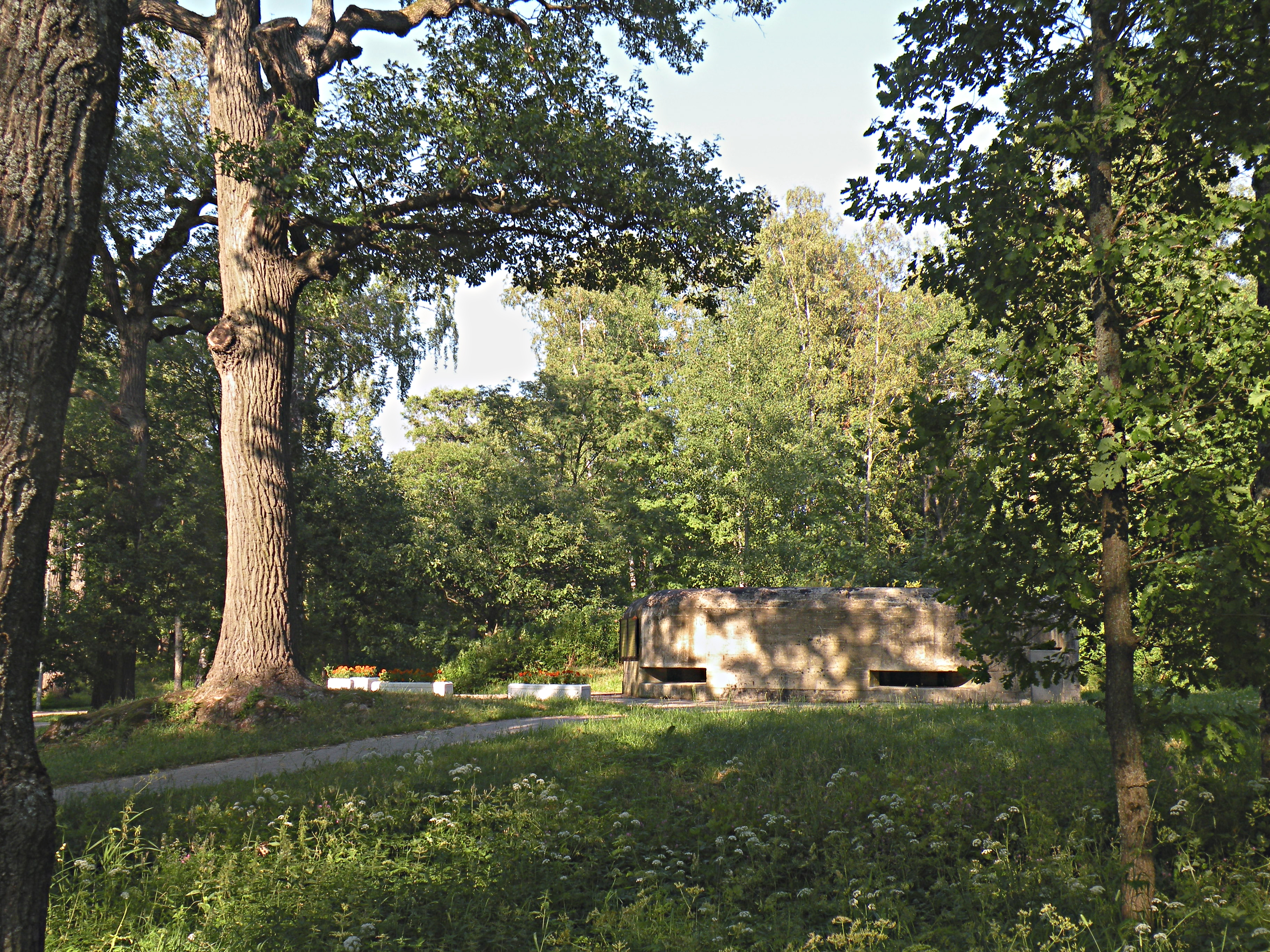
ДОТ № 122 КаУР, построен в 1930 году — Дубки (Сестрорецк)

В 1941—1944 годах рядом с Сестрорецком располагалась линия фронта. В сентябре 1941 года на подступах к Сестрорецку финские войска остановили своё наступление. Граница сопротивления проходила по Ржавой канаве на 39-м километре Приморского шоссе, здесь был остановлен танковый прорыв финской армии и проходил рубеж сестрорецкой обороны. С этого рубежа в июне 1944 года советские войска перешли в контрнаступление.
Во время Великой Отечественной войны деревянный курзал «Сестрорецкого Курорта» был полностью разрушен. 
В 1954 году после капитального ремонта открылся лечебный комплекс санатория. В 1960—1980-е годы в Сестрорецке велось массовое жилищное строительство, преимущественно многоэтажными домами.
В 1969 году построили новую грязелечебницу «Сестрорецкого Курорта». В 1978 году был построен 10-этажный корпус более чем на 500 мест. Также в здании разместились танцевальный зал, конференц-зал, библиотека.

### Современный период
В 2000 году в Сестрорецке установлен памятник Петру I работы скульптора В. А. Петрова и архитектора В. С. Васильева. В 2001 году открыт памятник русскому конструктору и организатору производства стрелкового оружия С. И. Мосину (скульптор Б. А. Петров, архитектор А. Г. Бакусов).
В 2001 году в санатории «Сестрорецкий курорт» после капитального ремонта открылся единственный в Санкт-Петербурге плавательный бассейн с минеральной водой. В 2008 году на всероссийском форуме «Здравница-2008» санаторий стал победителем в номинации «Лучшая бальнеолечебница».
14 июня 2004 года на новом месте была совершена торжественная закладка Церкви Святых равноапостольных Петра и Павла. Новый храм возведён в память о российских моряках-подводниках. Торжественное освящение совершил 11 октября 2009 года патриарх Московский и Всея Руси Кирилл в присутствии министра обороны Российской Федерации и главнокомандующего военно-морским флотом.
В декабре 2004 года на гранты Швеции и Финляндии завершена реконструкция канализационных очистных сооружений в Сестрорецке. В ходе очистки сточных вод удаляются безреагентным способом азот и фосфор, что существенно снизит нагрузку на экосистему Балтики. Ещё одним новшеством стало обеззараживание канализационных стоков ультрафиолетом перед сбросом их в водоём.
Постановлением правительства Санкт-Петербурга от 15 февраля 2011 года на территории Сестрорецка, а также посёлков Белоостров и Песочный, образован государственный природный заказник «Сестрорецкое болото».

## Герб города
Герб Сестрорецка и Положение о нём утверждены Постановлением муниципального совета города Сестрорецка от 23 февраля 2000 года № 148. Официальное описание герба муниципального образования «город Сестрорецк»:
В серебряном поле золотая дубовая ветвь с зелёными листьями и золотыми желудями в зелёных чашечках в косвенный пояс, золотая оконечность окаймлена лазурью (синим, голубым) в виде бурных волн, бегущих от середины в стороны.
Две волны на гербе символизируют Финский залив и озеро Сестрорецкий Разлив, между которыми расположен Сестрорецк. Дубовые листья напоминают, что городской парк «Дубки» — ровесник города — и символизируют основание Сестрорецка Петром I в 1714 году.

## Архитектура и достопримечательности

### Парк «Дубки»
На выступающем в Финский залив мысу расположены Сестрорецкие «Дубки» (1719, архитектор С. ван Звитен, садовый мастер О. Удельфельт) — парк с голландским садом, гидротехническими сооружениями и оборонительным валом.
В начале XVIII века здесь находилась одна из загородных резиденций Петра I.
К 1722 году на длинной песчаной косе был построен каменный трёхэтажный дворец, соединённый галереями с деревянными павильонами, к дворцу примыкали фруктовые сады и большой пруд.
Во время русско-шведской войны 1741—1743 годов в «Дубках» были построены фортификационные валы для защиты от возможного десанта.
Сильная буря в 1743 году повредила сооружения гавани и дворец, который был разобран в 1782 году на хозяйственные нужды. Крепостные валы использовались во время Крымской войны — 14 июня 1855 года, когда соединённый англо-французский флот в течение нескольких часов обстреливал Сестрорецк, но на высадку десанта так и не решился.
В парке организована благоустроенная зона отдыха.

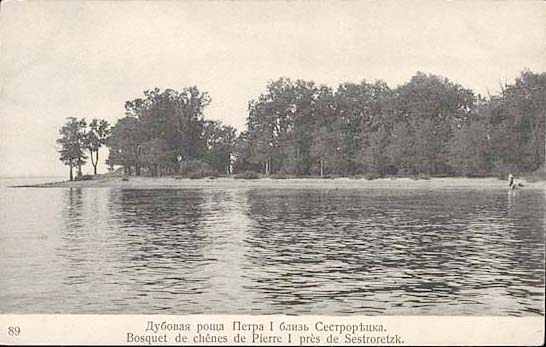
Дубовая роща Петра I в парке. Фото 1900-х годов
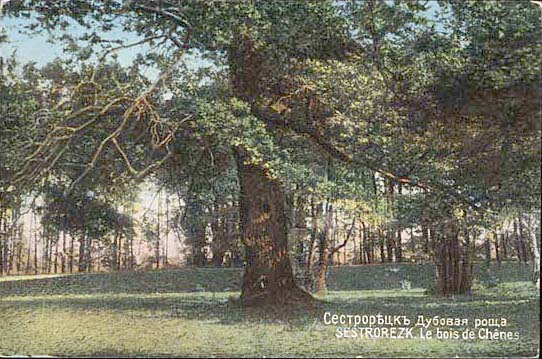
Дубовая роща. Фото 1900-х годов
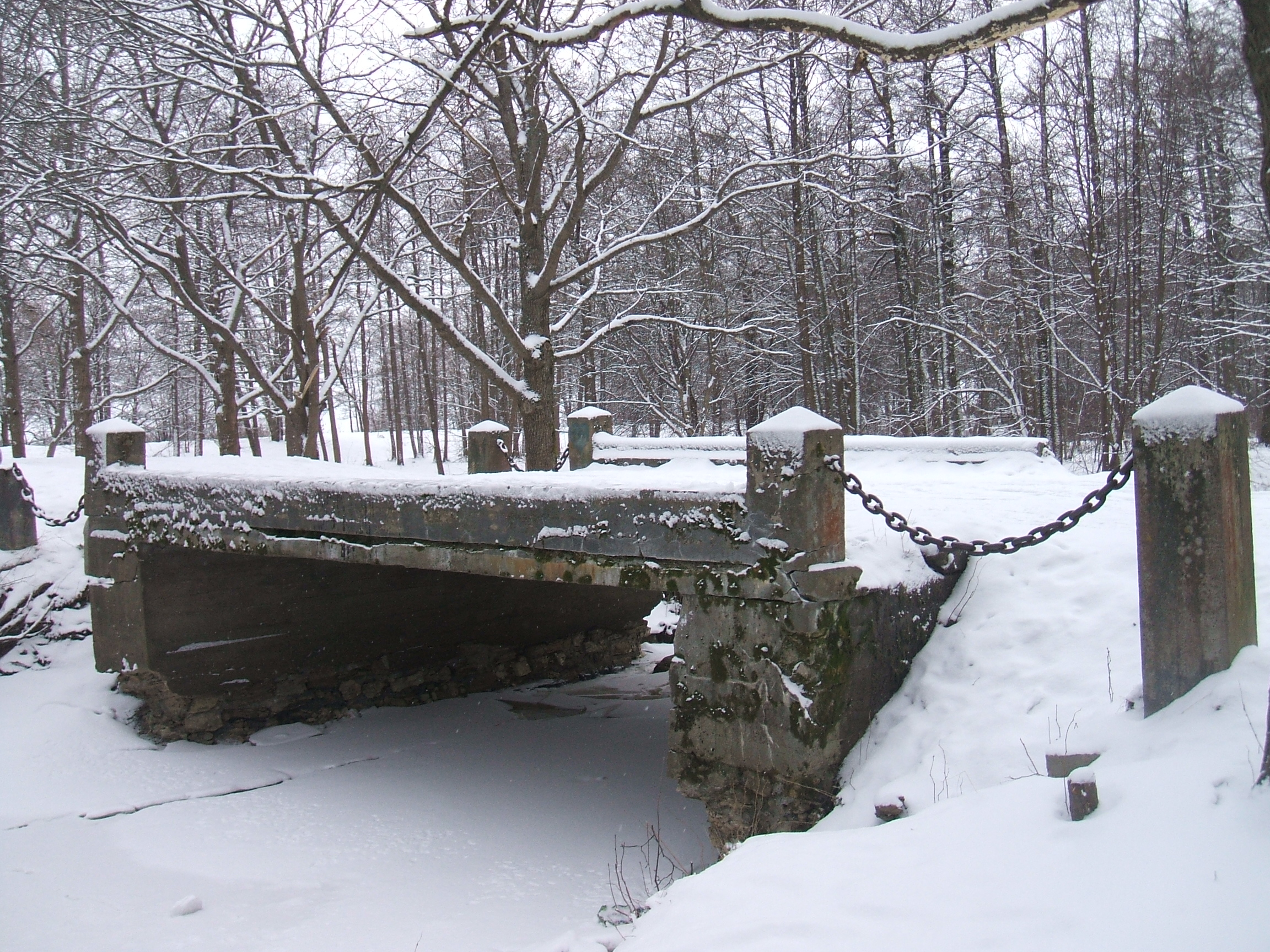
Мост над дренажом в парке зимой
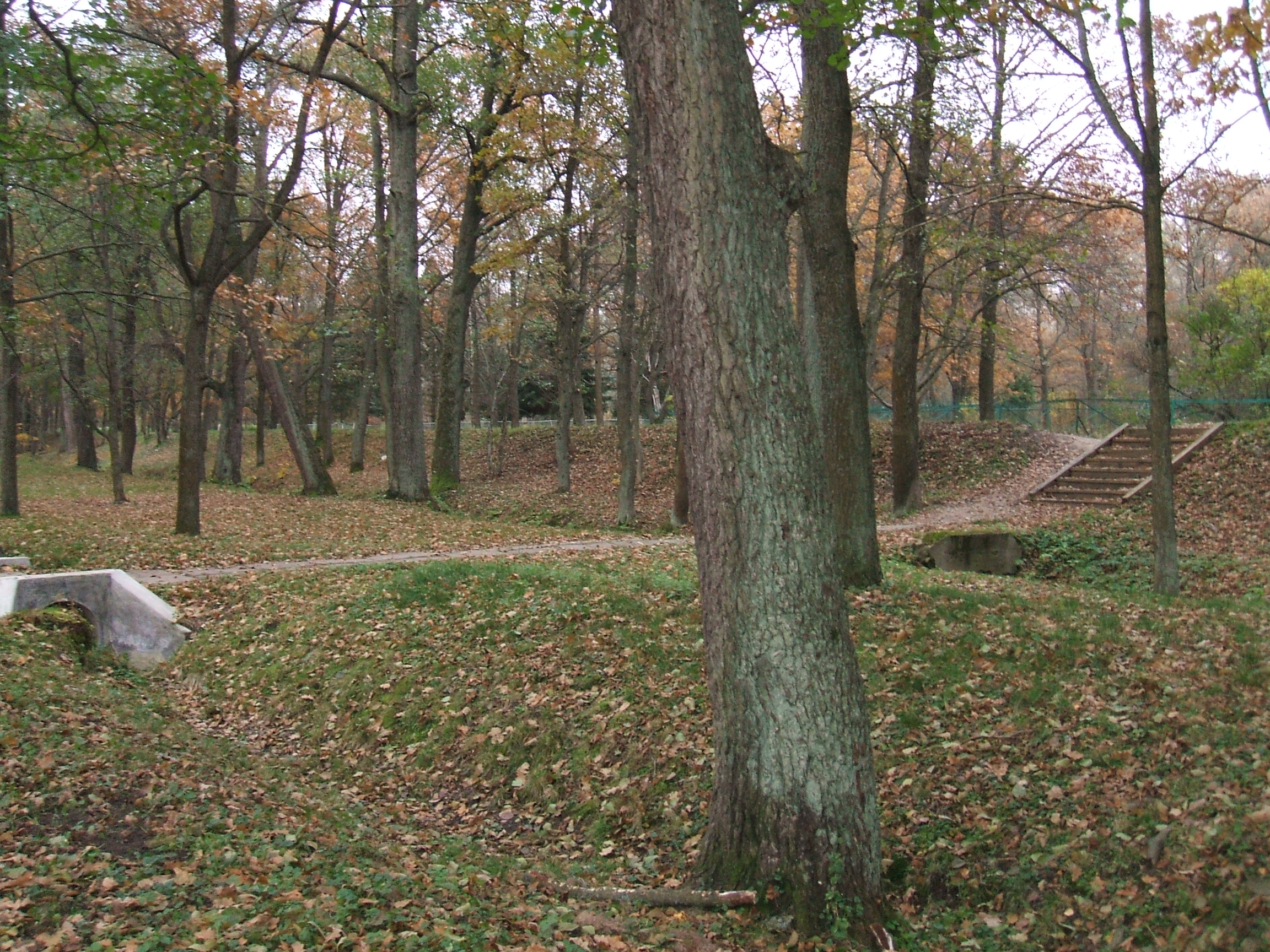
Оборонительный вал в парке

### Другие достопримечательности
- Разрушенная туберкулёзная больница — рядом с платформой Разлив. Она была построена в конце XIX века, и там до революции располагался дом призрения. Затем здание было переоборудовано для лечения открытых форм туберкулёза. В 1980 году больница была закрыта в связи со снижением количества туберкулёзных больных. На развалинах этой больницы снимался фильм «Чистилище». Больница была окончательно снесена в 2010 году. На её месте возведен жилой комплекс «Дом у Разлива».
- Нудистский пляж Дюны
- Шалаш Ленина (1927, архитектор А. И. Гегелло) — гранитный памятник-шалаш, музей, посвящённый событиям лета 1917 года, когда В. И. Ленин был вынужден скрываться от преследований Временного правительства.
- Музей «Сарай» — на чердаке этого сарая от угрозы ареста Временным правительством в июле 1917 года скрывался В. И. Ленин.

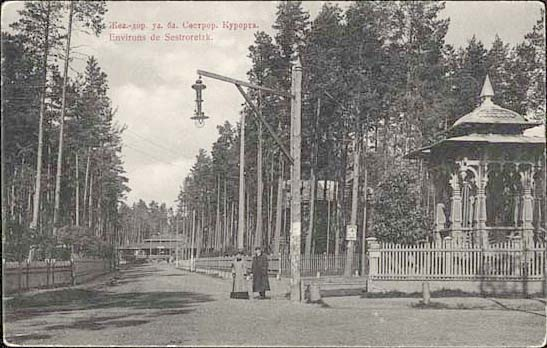
Беседка Сестрорецка. Фото 1900-х годов
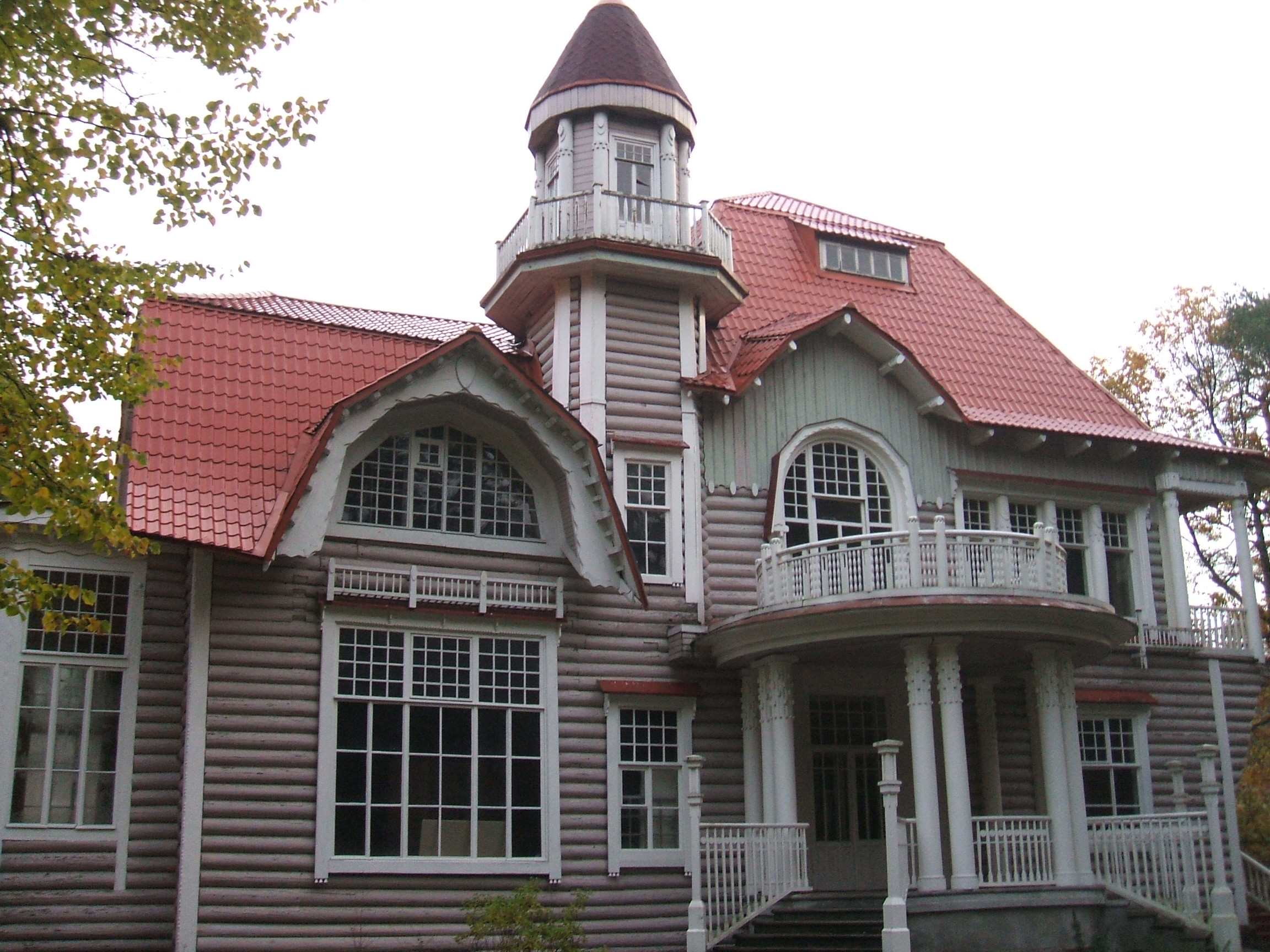
Дача Клячко
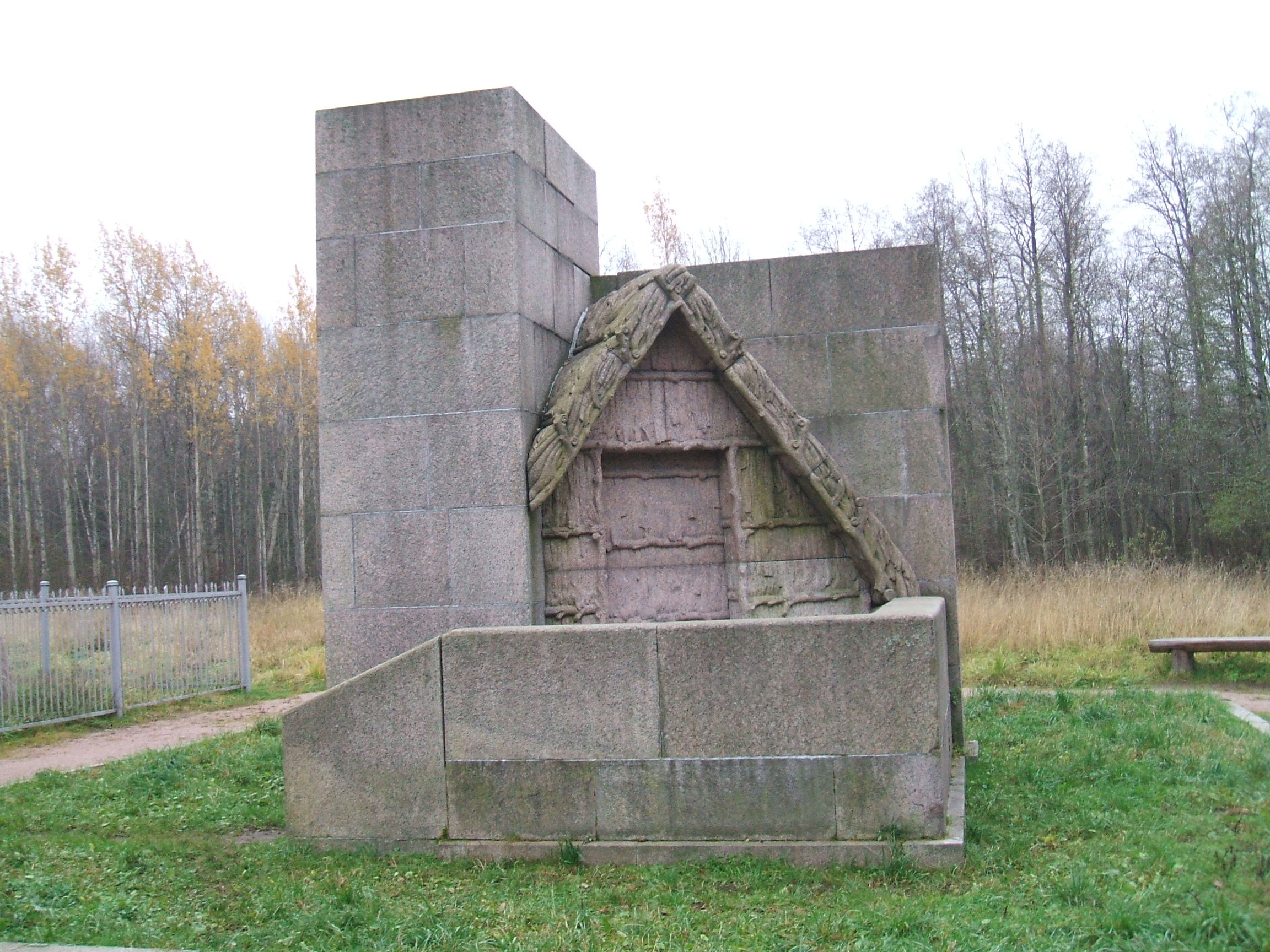
Гранитный памятник-шалаш
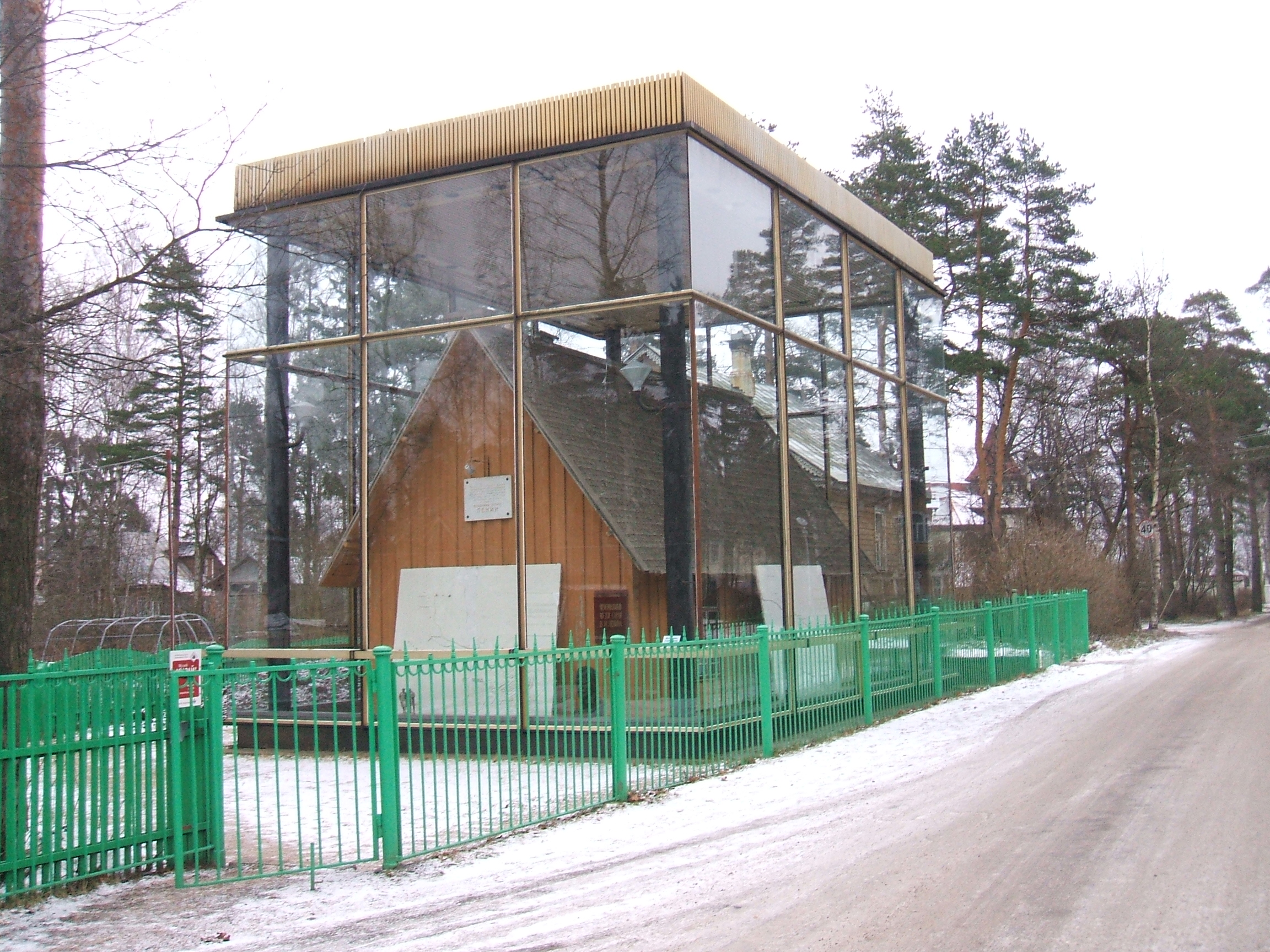
Музей «Сарай»

- Горское кладбище — с братскими могилами советских воинов, погибших в Великой Отечественной войне.
- Мемориальное военное захоронение — братская могила времён Великой Отечественной войны на Сестрорецком кладбище.
- Могила М. М. Зощенко (1960-е, скульптор надгробия В. Ф. Онежко) — на Сестрорецком кладбище. Писатель-сатирик Михаил Зощенко жил в Сестрорецке с начала 1930-х по 1958 год.
- Сестрорецкое еврейское кладбище с сохранившейся могилой известного врача Л. М. Клячко (1855—1913) [63]
- Мемориал «Сестра» (1966, архитекторы М. Е. Колосовский, Л. М. Берлинерблау) — мемориал в память обороны города в 1941—1944 годы в Зелёном поясе Славы.
- Памятник (малая архитектурная форма) Петру I (2000, скульптор В. А. Петров, архитектор В. С. Василевский) — памятник основателю города.
- Памятник С. И. Мосину (малая архитектурная форма) (2001, скульптор Б. А. Петров, архитектор А. Г. Бакусов) — памятник известному оружейнику, работавшему на Сестрорецком оружейном заводе и возглавлявшему его.
- Церковь Святых равноапостольных Петра и Павла (2009, архитектор Е. Ф. Шаповалова) — действующая православная церковь в неорусском стиле.
- Сестрорецкий рубеж — выставочный комплекс региональной общественной организации по работе с молодёжью «Сестрорецкий рубеж»: артиллерийский полукапонир и малые огневые точки вокруг него[64].
- Памятник В. М. Боброву — памятник (малая архитектурная форма)выдающемуся советскому футболисту и хоккеисту (скульптор А. Г. Дема; памятник открыт 7 декабря 2002 года, находится в сквере на Дубковском шоссе).
- Кирха Святого Николая в Сестрорецке — лютеранская церковь в городе Сестрорецке, центр бывшего капельного прихода Сиестарйоки.

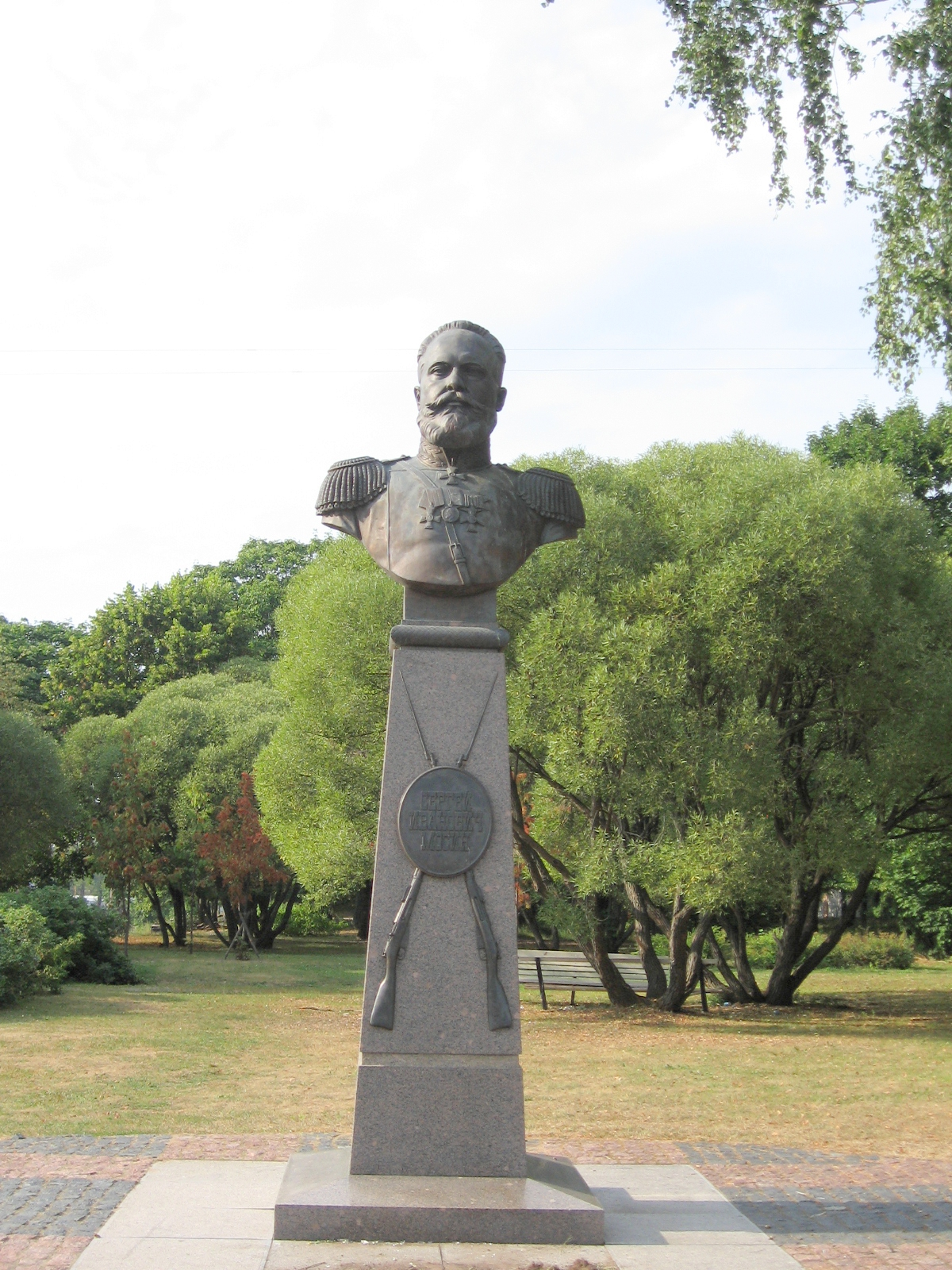
Памятник С. И. Мосину в Сестрорецке
Мемориал «Сестра»
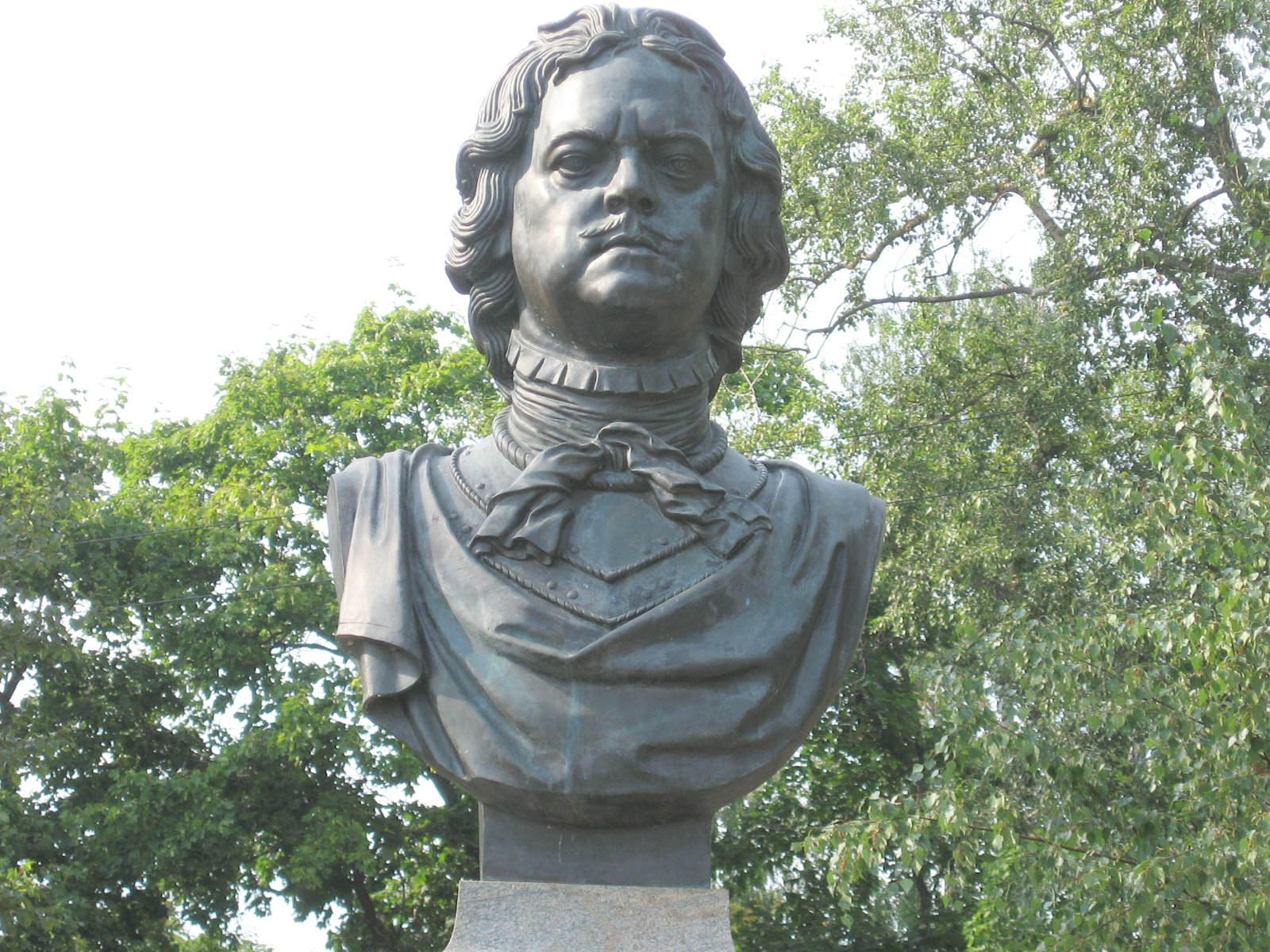
Памятник Петру I
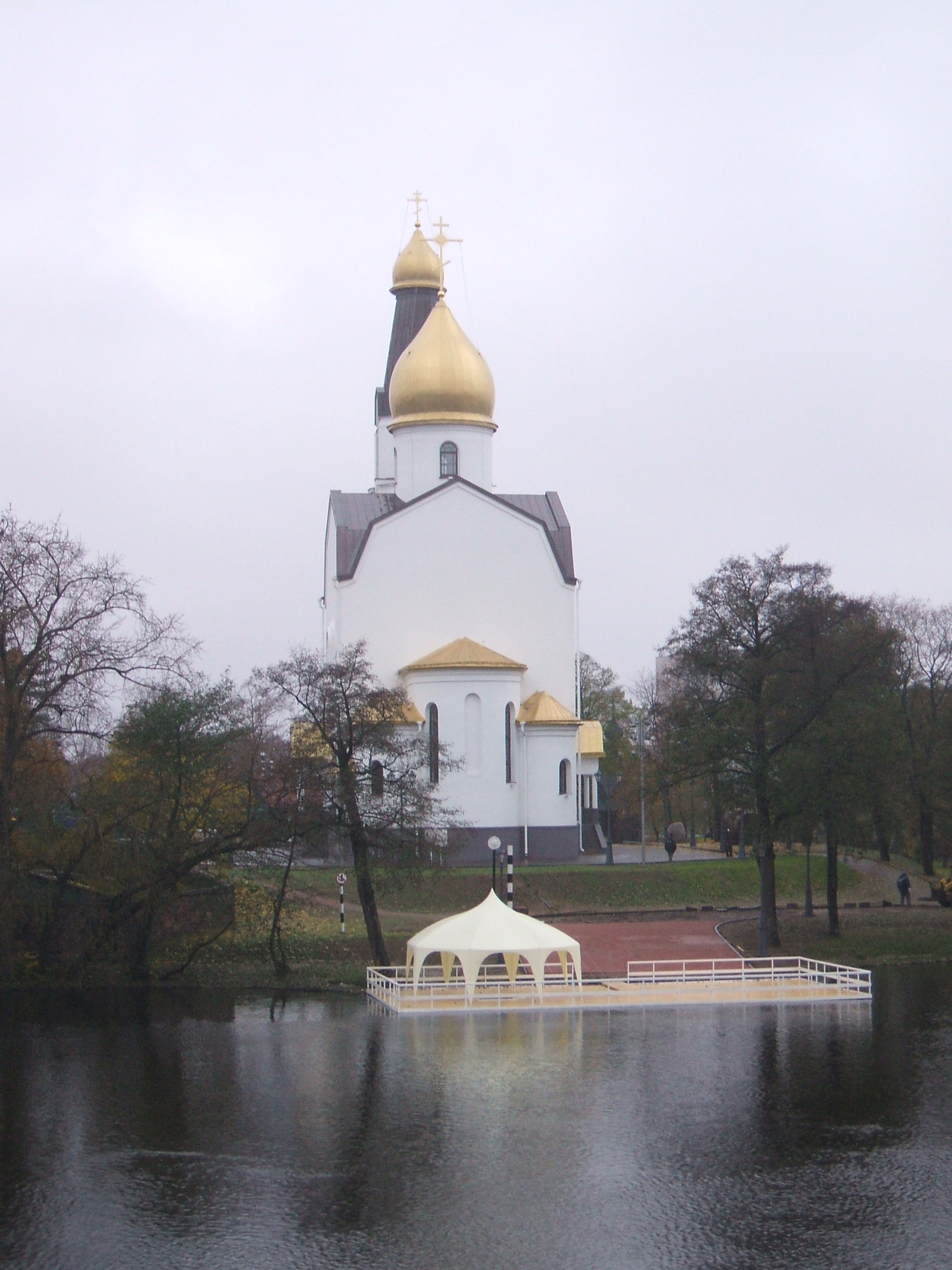
Церковь Петра и Павла. Иордань на берегу Сестрорецкого Разлива
Памятник В. М. Боброву в сквере на Дубковском шоссе

#### Памятники деревянного зодчества
- Особняк в Сестрорецке (XX век, улица Григорьева, 4) — деревянный особняк. Снесён в 2014 году.
- Дача Змигродского (Загородный дом Фомина) (начало XX века, арх-р неизвестен) — памятник деревянного зодчества[65][66]. Дом был построен в 1903—1906 годах по заказу губернского секретаря Людомира Афанасьевича Змигродского и получил восторженные отзывы современников, открытки с изображением здания печатались в качестве сувениров Курортного района. Два эркера-веранды, многочисленные витражи, богатая резьба сделали его одним из самых выразительных образцов дачной архитектуры[67][68]. В 2017 году был заключён контракт на разработку проектной документации и реставрацию здания. В 2018-м, перед чемпионатом мира по футболу в России, здание закрыли баннером стоимостью около 900 тысяч рублей, однако работы по сохранению дома не проводились[69][70][71]. В 2019-м году дом был включён в программу «Рубль за квадратный метр»[72].
- Беседка Шаляпина — деревянная беседка, являлась долгие годы «символом» города, в 2022 отремонтирована. В середине 2010-х по улице Токарева у дома № 1 была установлена точная копия беседки[68].
- Дача Е. Ф. Важевской (1907, улица Андреева, 12) — деревянная дача, в традициях русского народного зодчества с элементами модерна. По состоянию на 2014 год руинирована[68].
- Дача Я. М. Гольденова (1908, архитектор С. Г. Гингер, проспект М. Горького, 20). В 2010 году снесена, к 2014 году построен похожий новодел.
- Дача Клячко (1908, архитектор С. Г. Гингер, Лесная улица, 7).
- Дача С. И. Дворжецкого (1909, архитектор С. Г. Гингер, Оранжерейная улица,3)
- Дача Кривдиной (начало XX века, архитектор Морозов, улица Григорьева, 16/8)

## Планировка города
Город Сестрорецк расположен на перешейке между Финским заливом и озером Сестрорецкий Разлив. Осью города являются Приморское шоссе (автомагистраль «Скандинавия») и железная дорога, идущие с севера на юг. На север они ведут к Белоострову и далее на Выборг и к финляндской границе, на юге — к Санкт-Петербургу. Через юг Сестрорецка (в Горской) проходит Санкт-Петербургская КАД, идущая с востока на запад, на дамбу и далее в Кронштадт.

## Экономика

### Рекреационные учреждения
В городе 23 учреждения рекреационного обслуживания: санатории «Сестрорецк», «Сестрорецкий Курорт», «Белые Ночи», «Дюны», детские санатории (бывшие пионерские лагеря) «Детские Дюны», «Юный Связист», базы отдыха «Александровская», «Лагуна», «Северо-западный СГЭМ», военный санаторий «Тарховский», туристская база «Разлив», дом отдыха Северо-западного пограничного округа, отель-санаторий «Скандинавия», пансионат «Дюны», гостиницы «Ретур», «Белое и чёрное», «Тайм-Аут», гольф-клуб «Дюны», Яхт-клуб и другие.

Главное здание санатория «Сестрорецкий Курорт»
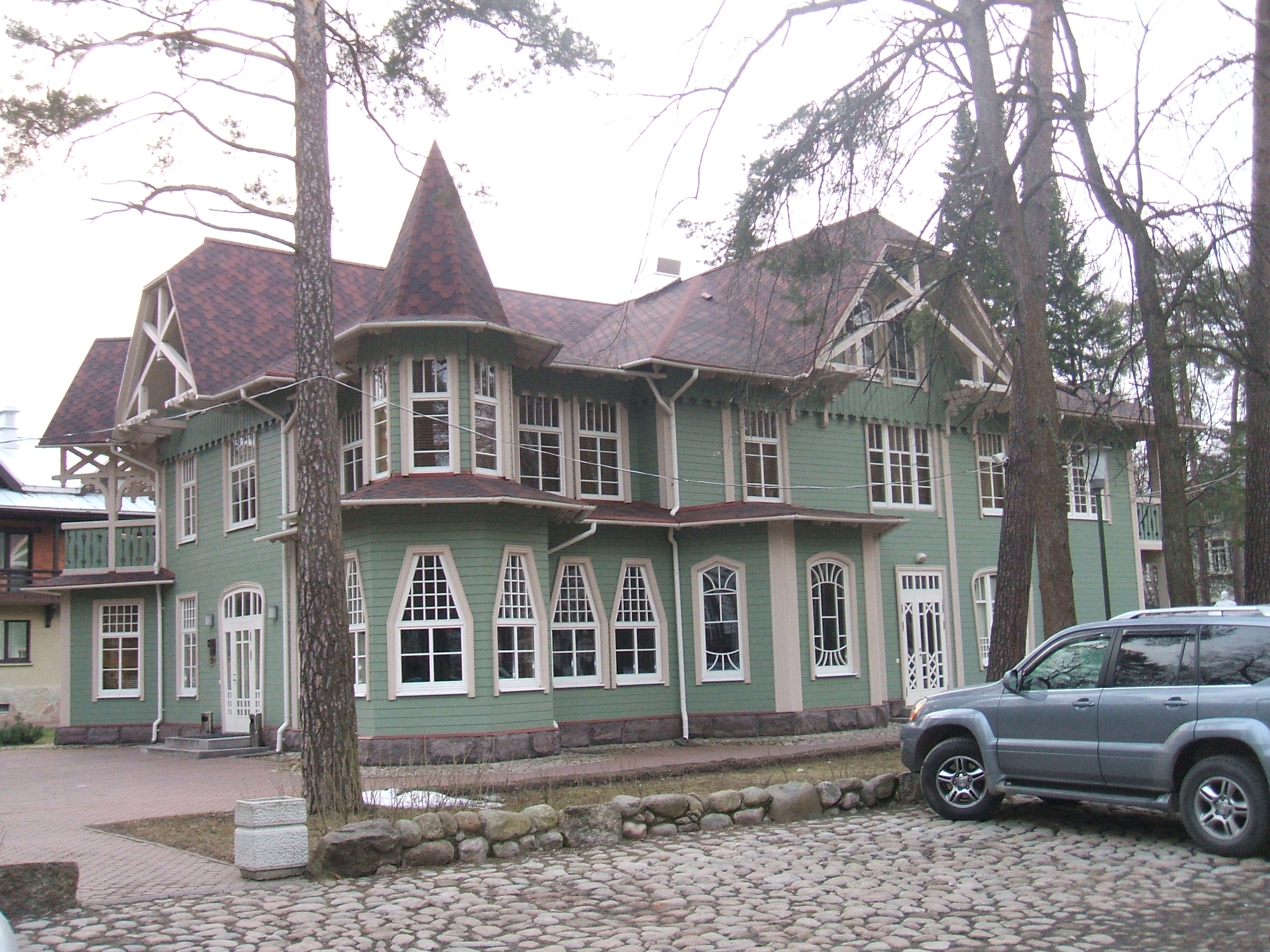
Санаторий «Скандинавия»
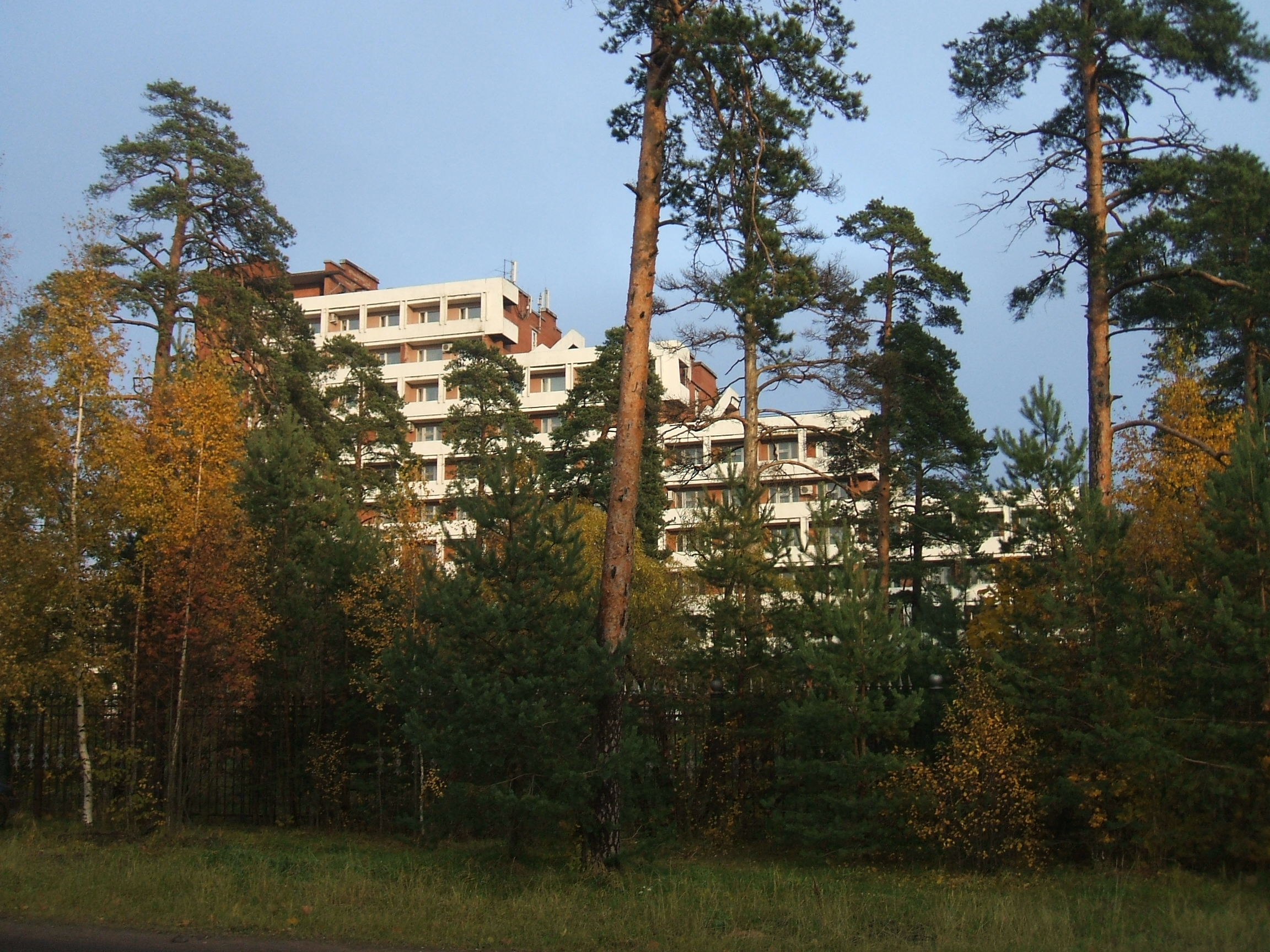
Военный санаторий
Тренировочный городок гольф-клуба «Дюны»

### Промышленность и транспорт
В городе несколько промышленных предприятий: Сестрорецкий автомобильный завод «Хёндэ», Хлебозавод, Швейная фабрика «Салют». Сестрорецкий инструментальный завод, ранее являвшийся центральным предприятием города, в 2008 году был закрыт.

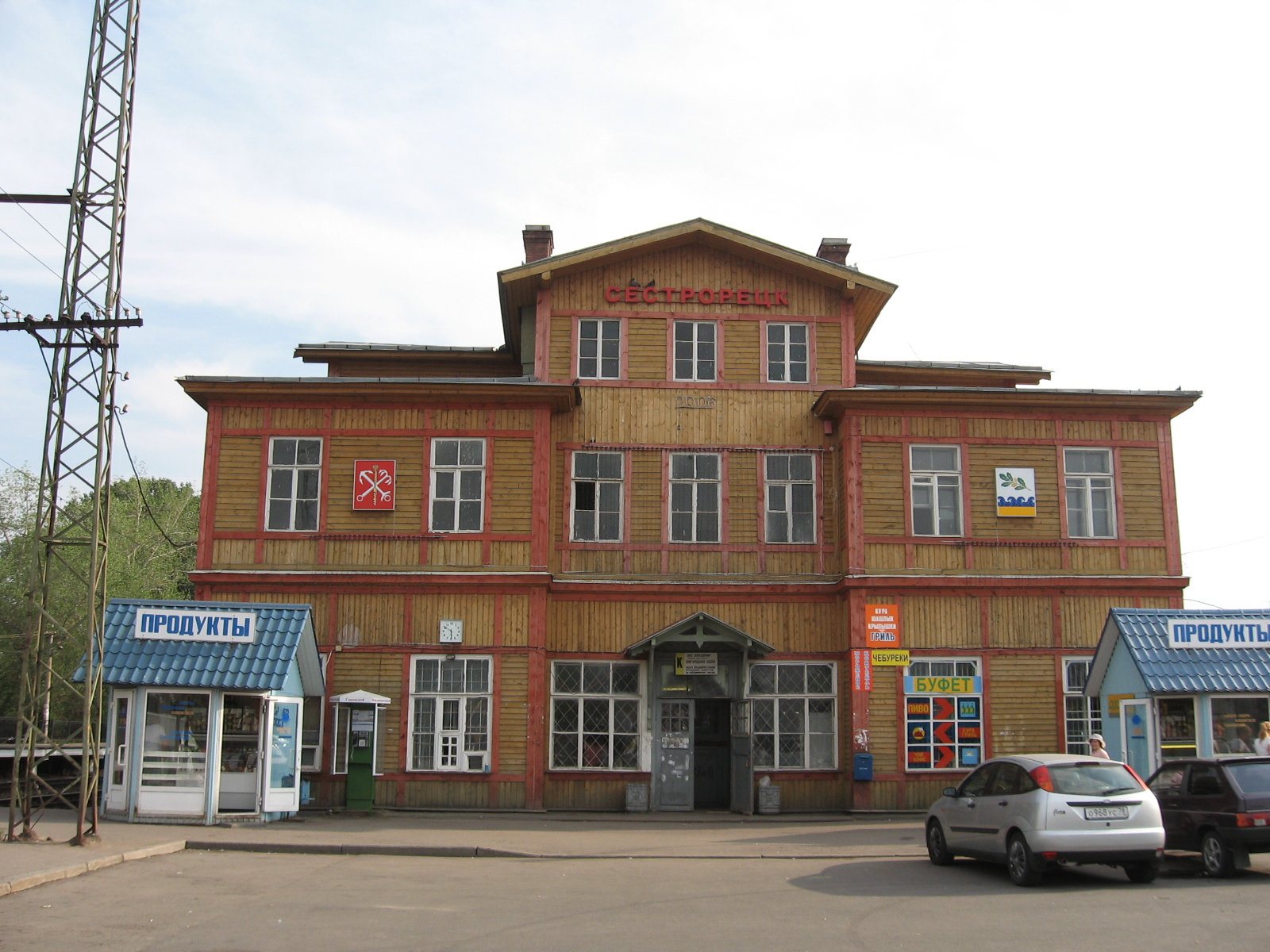
Железнодорожный вокзал Сестрорецка

В городе развита сеть социальных и коммерческих автобусов (17 маршрутов).
Пригородные маршруты автобусов соединяют город Сестрорецк с Санкт-Петербургом (станции метро Беговая, Чёрная речка, Старая Деревня, Проспект Просвещения, Гражданский Проспект), Кронштадтом, Зеленогорском и другими населёнными пунктами Курортного района.
Через Сестрорецк проходит железнодорожная линия Санкт-Петербург (Финляндский вокзал) — Белоостров. В городе одна железнодорожная станция — Сестрорецк, пять железнодорожных платформ — Горская, Александровская, Тарховка, Разлив и Курорт.

### Торговля и сфера услуг
Сегодня Сестрорецк насыщен объектами социальной и торговой инфраструктуры. Город активно осваивают крупные торговые сети, такие как «Пятёрочка», «О’Кей» и другие.
Входит в зону покрытия всех основных сотовых сетей.

## Социальная сфера

### Учреждения культуры и образования

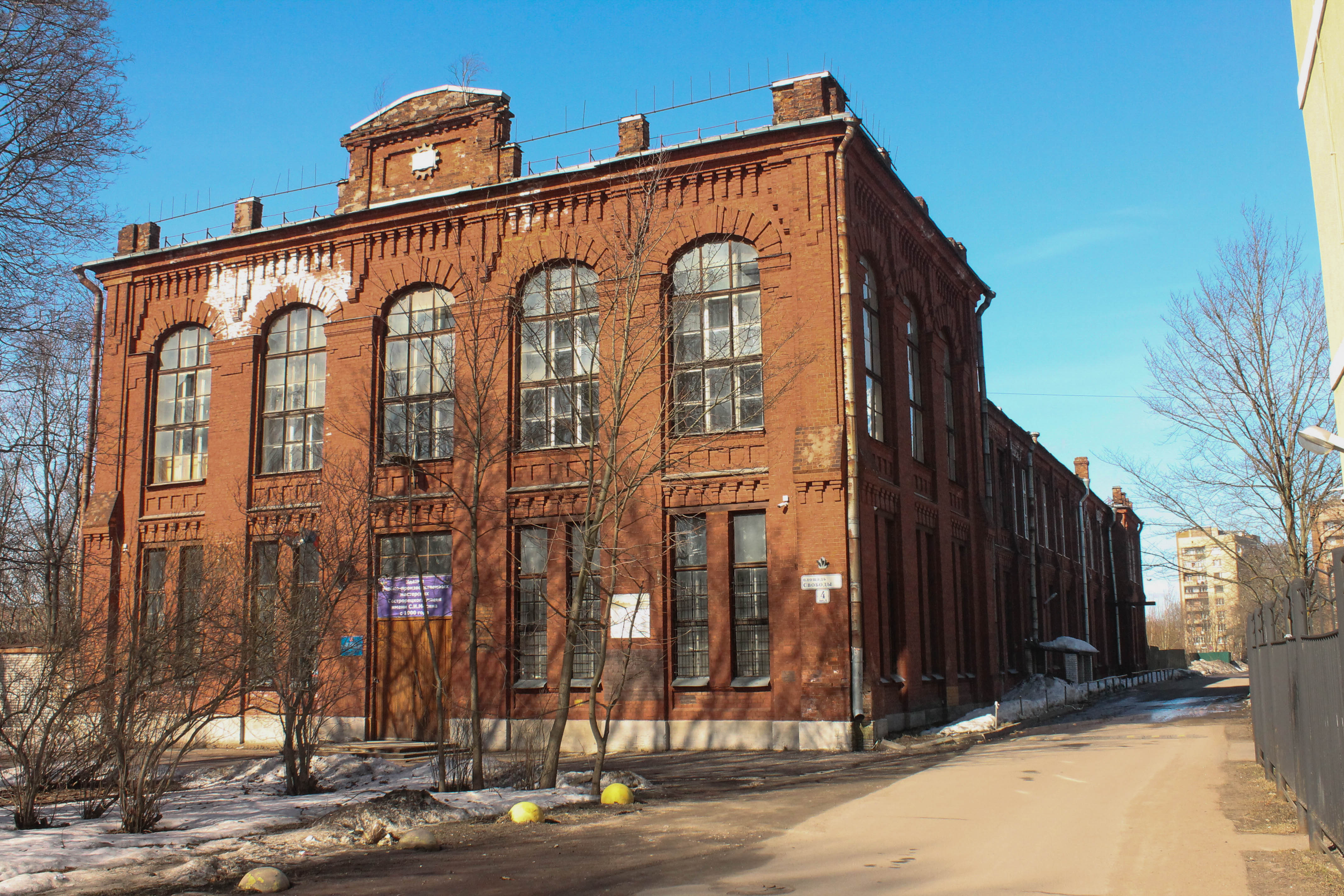
Здание учебно-производственных мастерских Сестрорецкого технологического колледжа им. С. И. Мосина

В Сестрорецке действуют Центральная библиотека имени М. М. Зощенко, Центральная детская библиотека, Музей истории радиотехники СССР, Дом культуры города Сестрорецка, Дом детского и юношеского творчества «На реке Сестре», Детская музыкальная школа № 20 Курортного района, .   
Среди учреждений образования: 6 средних общеобразовательных школ, гимназия № 433, 8 детских садов и яслей, Вечерняя (сменная) общеобразовательная школа № 669, Специальная (коррекционная) школа № 656, Колледж экономики и управления Национального открытого института России.

### Здравоохранение
В настоящее время в Сестрорецке работают следующие медицинские учреждения: городская больница № 40, поликлиника № 68, детская поликлиника, санаторий «Сестрорецкий курорт», санаторий «Белые ночи», санаторий «Дюны», детский санаторий «Детские Дюны», а также большое количество частных медицинских учреждений разного профиля.

### Спорт
В городе работают общеобразовательная школа-интернат по велоспорту «Олимпийский резерв», Детско-юношеская спортивная школа олимпийского резерва имени В. Коренькова, Конно-спортивная база и гольф-клуб при санатории «Дюны», конно-спортивный клуб «Дибуны».
Особенности побережья делают Сестрорецкие пляжи очень популярными для кайтсерфинга.
С 1998 года проходит «Ралли Сестрорецк», один из этапов Чемпионата России. Трасса проходит по дачным местам Санкт-Петербурга. В 2016 году в Сестрорецке впервые прошёл трейл «Белая ночь». Трасса соревнований (дистанции 10 и 20 км) проложена по кромке Финского залива.

### В литературе и искусстве
Упоминается в произведении А. Н. Радищева «Путешествие из Петербурга в Москву» в главе «Чудово» под видоизменененным шведским названием Систербек и в повести Н. С. Лескова «Левша» под видоизмененным шведским названием Сестербек.